# Museo Internacional de Cerámica de Faenza
El Museo Internacional de Cerámica de Faenza (Museo internazionale delle ceramiche in Faenza o MIC) es uno de los más importantes museos de arte en el mundo de la cerámica, está situado en Faenza, en la región Emilia-Romaña del norte de Italia. Dicha población es célebre por sus cerámicas de loza fina, que comenzaron a fabricarse en la ciudad en el siglo XII.
En las salas de exposición se recogen las obras de talleres de cerámica italiana desde la Edad Media hasta el siglo XVIII; del antiguo Próximo Oriente; el área del Mediterráneo durante el período helenístico; la cerámica precolombina y la islámica. Una gran parte está dedicada a la cerámica moderna y contemporánea.
Desde 1963 el museo organiza, cada dos años, un concurso internacional de cerámica artística, lo que le ha permitido ampliar su colección con obras de todo el mundo.
A partir del 2011, el museo cuenta con el reconocimiento de «Monumento testimonial de una cultura de paz», otorgado por la UNESCO.

## Historia

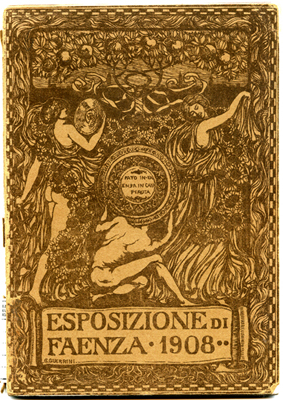
Cubierta del catálogo de la Exposición de Faenza del 1908.

Su origen se debe a la Exposición Internacional de Faenza de 1908 dedicada al tercer centenario del nacimiento de Evangelista Torricelli. Un barrio entero de la ciudad se equipó para el prestigioso evento, que hizo confluir en Faenza a los artistas más prestigiosos en el campo de las llamadas artes aplicadas. Fue un éxito de Gaetano Ballardini, promotor de la manifestación y creador del nuevo museo de cerámica, fue capaz de recoger los frutos y comenzar a instalar en las salas del antiguo convento de San Maglorio una primera colección de cerámica. Sensibilizó a coleccionistas privados y a organismos públicos para obtener, de unos y otros, donaciones y reconocimientos institucionales. El escritor Primo Levi fue uno de los que se mostraron a favor.
Gaetano Ballardini no solo aumentó y diversificó para su museo la antigua cerámica tipológica italiana y extranjera, sino que se interesó desde el principio en establecer relaciones sólidas con las escuelas de formación técnica y artística, proporcionando un fondo de valores con las mismas, que implementaban la producción artesanal e industrial. Hijo del territorio que había dado honor al arte de la cerámica, quería ser testigo de la trasmisión de esta ancestral vocación a las generaciones futuras. Fue un promotor de exposiciones nacionales e internacionales, dio vida a la revista especializada Faenza en 1913. En 2012 se ha vuelto a editar su publicación.

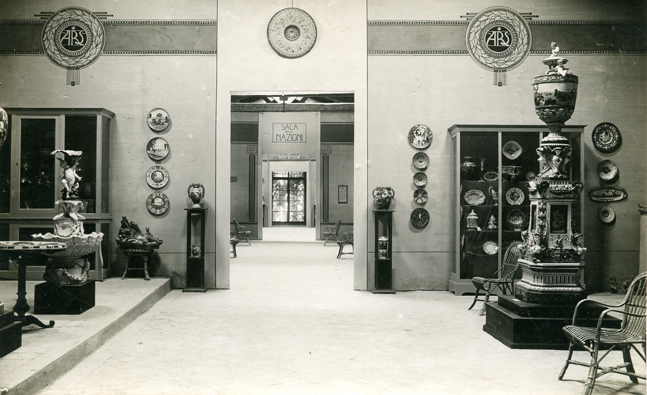
Sala de exposición en 1920.

Por lo tanto, la identidad del museo se reconoce en la Escuela de Cerámica, ahora «Instituto Nacional de la Cerámica de Arte G. Ballardini», en la recuperación científica de antiguas técnicas de la cerámica y en la posterior promoción y venta de productos cerámicos de la época. Único en su género, el Museo de Faenza fue adquiriendo creciente prestigio a nivel internacional y en 1926 comprendía, además de las colecciones antiguas, una sección dedicada a obras célebres de fábricas de cerámica europeas y de los alfareros más calificados contemporáneos.
Durante la Segunda Guerra Mundial el museo resultó muy dañado, siendo particularmente desastroso el bombardeo del 13 de mayo de 1944 que causó graves daños en las estructuras del edificio. A pesar de su edad, Ballardini, se puso a trabajar para la recaudación de fondos, sensibilizando al mundo del arte y a las instituciones para conseguir, abrir de nuevo en 1949, las primeras salas de exposiciones con donaciones de grandes artistas como Pablo Picasso, Fernand Léger, Henri Matisse y Marc Chagall. Después de la guerra se iniciaron las donaciones de colecciones privadas que integraron al museo un importante patrimonio: Merenghi, Benini, Ugolini, Rusconi, hasta la más reciente de Cora, Fanfani y Cantagalli. El museo cuenta con un corpus de más de 40 000 piezas de cerámica.

## Exposición
La exposición permanente del museo se desarrolla a través de dos rutas, que separan la sección de cerámica antigua, que se encuentra situada en el espacio renovado del cuadrilátero antiguo conventual, de la perteneciente al siglo XX, ubicada en la nueva ala construida a finales del siglo pasado. Con esta elección el museo ha querido destacar la fructífera relación entre las características de los diferentes estilos y el «saber hacer» de la cerámica a través de los siglos hasta nuestros días.

## Cerámica en Italia de la Edad Media al 1800

### La Edad Media en Faenza

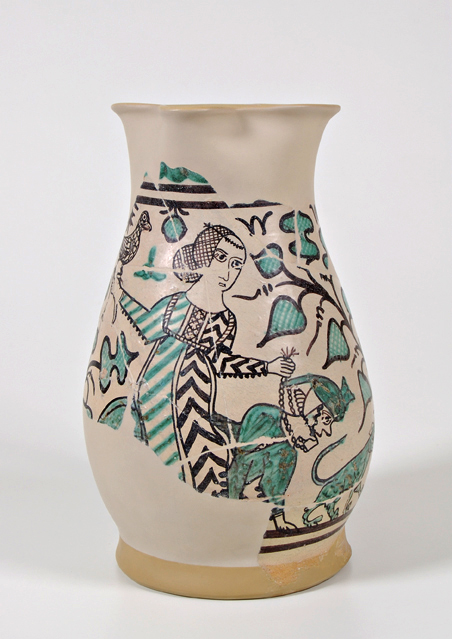
Jarra medieval con la representación del mito de Aristóteles cabalgado por Filis.

Las primeras obras de la loza faentina datan de los primeros años del siglo XI. Los alfareros fueron capaces de sacar provecho de la tierra local, para la elaboración de productos principalmente para uso doméstico y en la ejecución de formas y decoraciones, emularon con originalidad la cultura lombarda de Venecia y la vecina Toscana. Faenza se encontraba, en la Alta Edad Media, en una zona atravesada por un intenso tráfico, procedente de la calzada romana Via Emilia, una de las arterias transapeninas que desde la Toscana conducía al norte de la península.
Para la mayólica, después de la primera cocción en biscuit se podía aplicar el esmalte y decorar con un pincel, para los productos manufacturados denominados en italiano «sgrafitto» (esgrafiado), en la pieza aún cruda se recubría con engobe y podía ser rayada con una punta para ser cocido, a continuación decorado y finalmente, cubierto con un esmalte vidriado transparente. Para los motivos de la decoración se hacía uso del repertorio ya existente en las artes menores de la época, los tejidos, miniaturas y orfebrería, así como en el bestiario medieval con sus animales fitomorfos y fantásticos y los temas heráldicos diseñados para las diversas familias que han marcado la historia de este período de Faenza, como los Manfredi señores de Faenza de 1313 a 1505.
Interesante es la recuperación, a finales del siglo XIV, donde se toman los temas clásicos legendarios. Como testimonio se puede observar en una jarra con la decoración de  «Aristóteles cabalgado por Filis», con una reminiscencia difusa durante esa época de la supremacía de la mujer sobre el hombre.
Es el estilo arcaico el que empleará —en la llamada «familia verde» por ser el color dominante en su decoración—, el imaginario medieval fantástico hasta el comienzo del siglo XV.

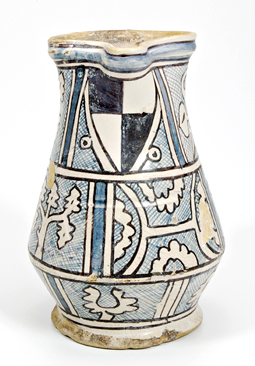
Jarra medieval con emblema de la familia Manfredi. Faenza, último cuarto del siglo XIV.
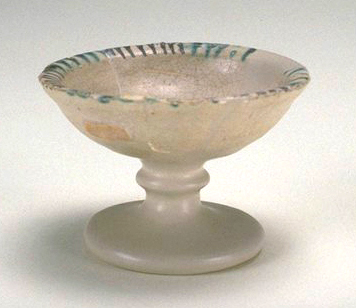
Copa medieval pintada en verde cobre. Faenza, último cuarto del siglo XIV.
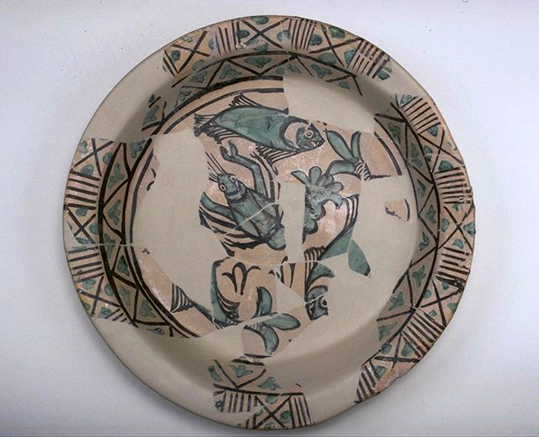
Cuenco pintado con motivos geométricos y animalísticos. Faenza, siglo XIV.
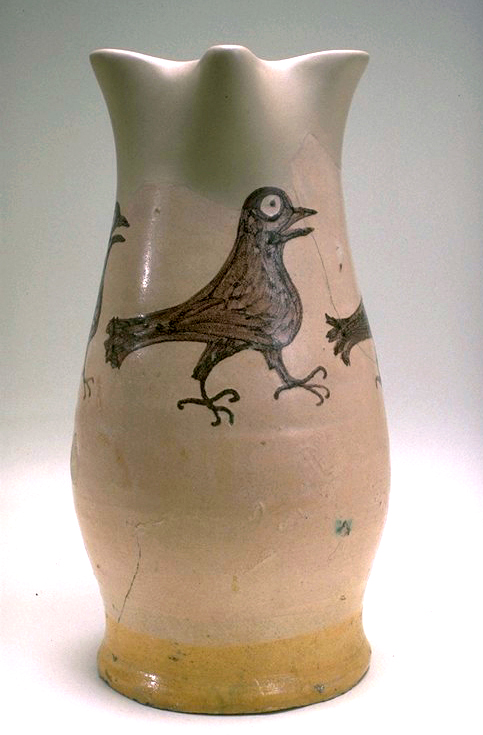
Jarra decorada con la pintura de un pájaro. Faenza, siglo XIV.

### Faenza delsigloXValXVII

#### El Quattrocento

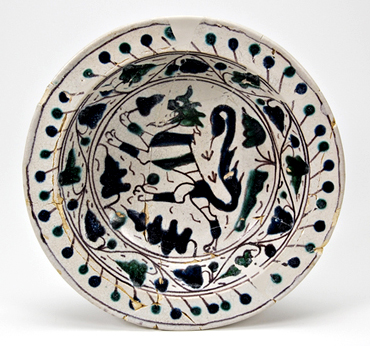
Plato con la representación de un León Rampante ejecutado en «safre» en relieve. Faenza, inicio del.

A comienzos del quattrocento, final del periodo arcaico, la cerámica de loza comienza a distinguirse por la adopción de esmaltes y el empleo de nuevos pigmentos para colores.
La producción se caracteriza por la serie de los motivos ornamentales, sin un exceso de digresiones estilísticas. En lo que se define como estilo severo se resume en dos etapas sucesivas de una serie de familia decorativa principal.
En la primera, los maestros de Faenza desarrollarán los temas de estilo arcaico inspirados en las decoraciones de gusto bizantino, como en la serie del «zaffera» (safre), del árabe al-Safra=cobalto, en el que alcanzan una rara perfección ejecutiva donde sobre un plato blanco se encuentra el esmalte cobalto (azul) intenso aplicado con espesor suficiente para conseguir relieve, dentro del diseño trazado con negro de manganeso. Y para la familia «italo-morisca», se asume la influencia de la mayólica hispano-morisca proveniente de la isla de Mallorca de España. Otra gran habilidad que se muestra en la familia «italo-morisca», es cuando, a través de la combinación de colores azul y amarillo —el cobalto se diluye y se atenúa añadiéndole el amarillo que acerca al cetrino—, así se imitará un atractivo color dorado, con los reflejos metálicos de la loza dorada española.
En la segunda etapa, los temas preferidos corresponden a elementos típicos de la cultura del gótico florido o flamígero, a los que pertenece por excelencia el motivo de la hoja «rizada» y letras capitales con caracteres también góticos, se complementará junto con el desarrollo de estilos decorativos provenientes de la porcelana, introducida en Europa a lo largo de la ruta de la Seda, de las regiones orientales y de la China. Se encuentran las series con «ojos de la pluma de pavo real», la «palmeta persa» y el decorado «a la porcelana», tomadas de las primeras cerámicas importadas en occidente durante el primer período de la dinastía Ming.
Junto a la manufactura esmaltada se afianza, hasta a mediados del siglo XV, la cerámica esgrafiada y vidriada con características de estilizadas decoraciones fito zoomórficas en bicromía verde cobre y marrón amarillento.

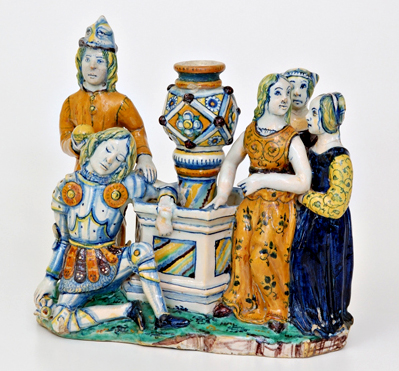
Tintero con la representación del Juicio de Paris. Faenza, finales del.

En la segunda mitad del siglo XV, se consolida la producción de cerámica esgrafiada y de mayólica pintada, con temas simbólicos sensibles a procesos neoplatónicos, tanto en el género amatorio o en la representación de lo masculino y lo femenino con delicada pureza formal.
Ejemplos de ello son la propagación de cuencos, azulejos, copas, esgrafiados y vidriados o mayólica esmaltada, que estaban pintados con el rostro de la persona querida. Se pasa por el uso para consagrar matrimonios, de ahí el nombre de estas cerámicas «Gameli», y con la que los esposos confirmaban, al beber de la misma copa, la comunión matrimonial. Otro uso fue la utilización de estos objetos para distribuir el confetti a los invitados después de la ceremonia matrimonial.
Otra interesante producción se distingue en el último cuarto del siglo XV. Son las pequeñas obras escultóricas en mayólica policromada, realizadas en relieve o corpóreas, de tema sagrado y profano, que se caracterizan como algo mágico. Los temas están inspirados en las obras monumentales del repertorio de los maestros escultores del valle del Po. Entre las representaciones de tema profano la más generalizada será con la forma de tintero como por ejemplo el Juicio de Paris, con los personajes clásicos dispuestos alrededor de una fuente: Mercurio, París, Venus, Juno y Minerva.

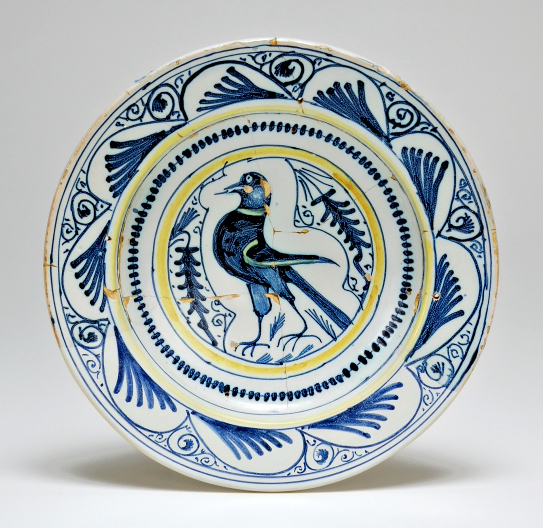
Plato con ave estilizado. Familia italo-morisca. Faenza, mitad del siglo XV.
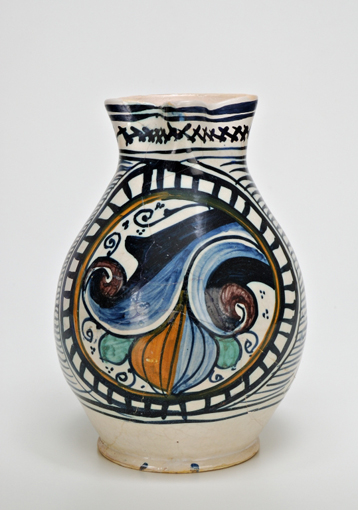
Jarra con el motivo de la hoja «rizada». Familia gótico florido. Faenza fin del siglo XV.
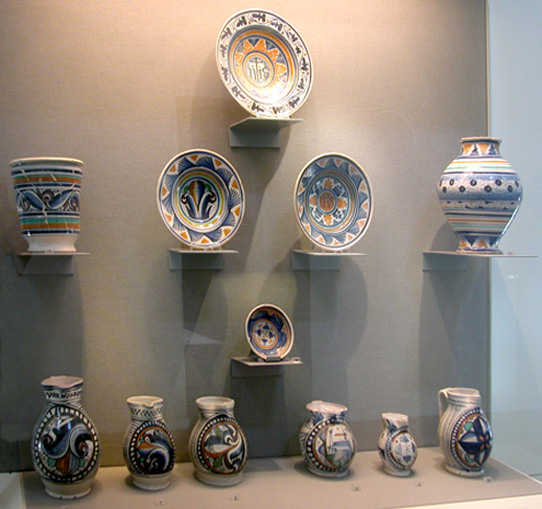
Vitrina con obra de Faenza del siglo XV.
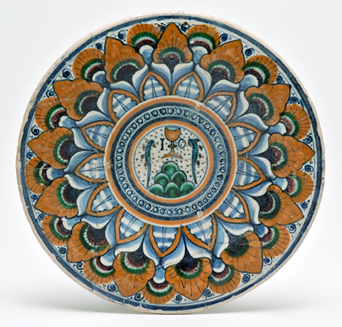
Plato con decoración de «ojo de pluma de pavo real», en el centro emblema religioso manfrediano. Faenza, final siglo XV.

#### El Cinquecento

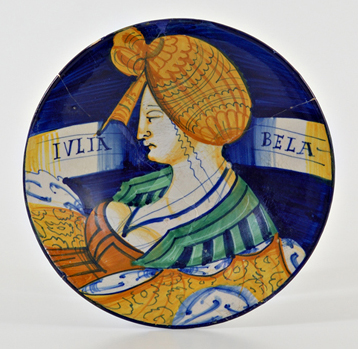
Plato con la inscripción IULIA BELA.

Continúa en todo el primer trimestre del siglo XVI la producción de loza decorada «a la porcelana»,  en las jarras, cántaros, platos, bandejas y alberos con asas que trenzadas que imitan cordones, los colores están difuminados en monocromía azul, con toques de naranja, rojo, verde y amarillo en cartelas y en las representaciones heráldicas.
A principios de este siglo los talleres de Faenza obtienen una propia autonomía lingüística decorativa, junto a la alta calidad técnica, con la aparición de los adornos característicos del Renacimiento italiano.
Se vuelca sobre la loza representaciones delicadas de la figura humana, en tipologías de carácter individual, como damas, músicos y figuras alegóricas a un tema específico, como fue el hecho común en varias fábricas de la zona centroitálica de las llamadas «bellas mujeres», pintadas de colores brillantes, con generoso escote, lujosas vestiduras, sombreros, y realizadas acompañadas de una cartela con el nombre de la persona representada unido al adjetivo «bella». La ilustración de este tema muchas veces se extiende sobre toda la superficie del plato, sin guardar ninguna línea de separación entre la parte honda y el ala del plato.
Además, la investigación iconográfica, en respuesta a peticiones de clientes más exigentes y cultos, induce a los maestros alfareros de Faenza a expresarse a través de un virtuosismo decorativo de singular belleza. Este es el caso de la pintura de grotesco sobre los fondos azules, cuando sobre la base de los descubrimientos de los restos de la Domus Aurea Neroniana llamada «grotte» (cueva), se reafirmó a mediados del quattrocento, en el diseño gráfico, la pintura y la cerámica, el tema del grutesco, con su imaginería decorativa, entre delicados ramos de hojarasca, animales fantásticos y monstruosos, cornucopias, trofeos de armas antiguos, bustos y retratos junto con insignias heráldicas y figuras.
La decoración fue cada vez más compleja hasta llegar alrededor de mediados del siglo XVI, donde se mostró la perfección formal y narrativa con la representación de temas de la mitología y el Antiguo y Nuevo Testamento.
Famosas son las obras de estilo historiado en las colecciones del museo como lo es la copa, del taller de Pietro Bergantini (donación del coleccionista Galeazzo Cora), que representa la narración, en el fondo pintado de azul, del legendario Sacrificio de Marco Curcio, en una escena animada llena de pathos y en la parte frontal del reverso la inscripción: Fat in Faensa i labotega D M Piere Bergatio MCCCCC 1529 adi i7 dt zugno. De autoría del mismo Pietro Bergantini se encuentra un plato con la representación de Parnaso; la copa historiada con la Adoración de los Pastores realizada por Baldassarre Manara, fiel reproducción de un grabado de Marcantonio Raimondi que estuvo inspirado por un tema de Francesco Francia; el plato con Acteón transformado en un ciervo, entre otras muchas obras. Como diferencia con el quattrocento, estas escenas historiadas, en el cinquecento predominan con un fondo paisajístico que a veces añaden arquitecturas renacentistas.
Los grutescos se encuentran a menudo contorneando las historias, enriquecidas con adornos de hojas y frutos, inspiradas en trabajos de Della Robbia uno de los ejemplos es la Copa Bergantini, tal vez una de las mejores obras conservada por el Museo, los trofeos de armas se suman a instrumentos musicales como trompetas, cítaras, violas y tambores.
Durante mediados del siglo XVI, se realizaron los albarelos, destinados a boticas, con colores brillantes sobre un fondo amarillo, verde, naranja, rojo, que recogían las formas decorativas de los grutescos, como un delfín, guirnaldas, las estilizadas hojas de acanto y guerreros o personajes de leyenda, tomados de la literatura del renacimiento. A menudo los figuras personificaron a los héroes de los poemas de Matteo Boiardo y Ludovico Ariosto, centrados por encima de las cartelas medicinales, como en el tarro globular en la que está pintado el busto de Agramante por encima del cartel farmacéutico. Las formas más comunes fueron las del repertorio destinado a la farmacia: cajas de píldoras, albarelos, tarros y frascos grandes globulares.

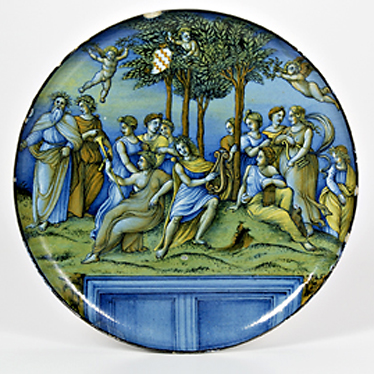
Plato historiado con la representación de Parnaso. Taller de Pietro Bergantini.
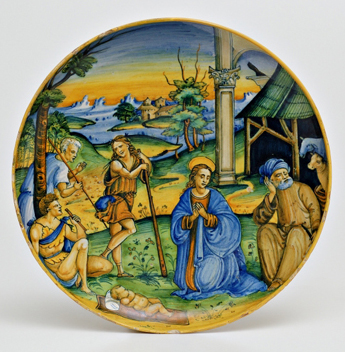
Copa historiada con la Adoración de los pastores. Baldassarre Manara, 1535-1540.
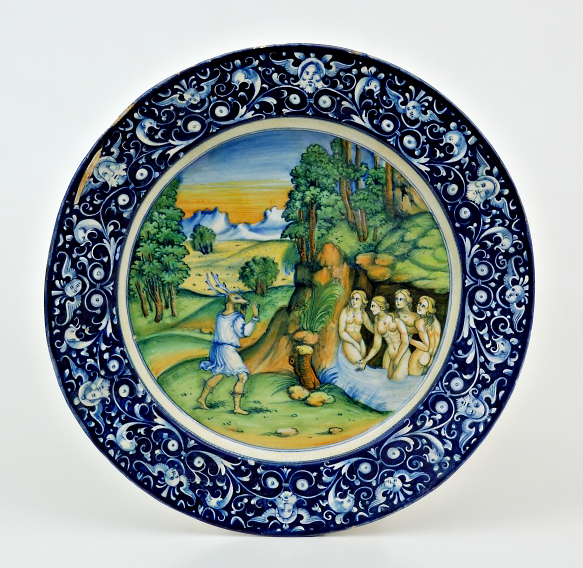
Plato con ornamentación grutesca y la historia de Acteón transformado en un ciervo. 1530-1535
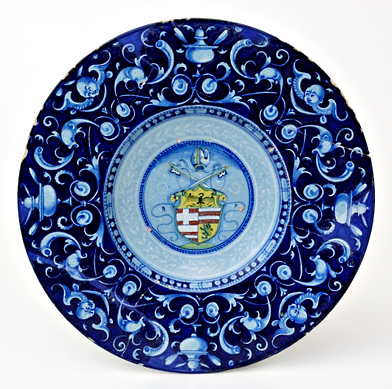
Plato con grutescos, centrado con el emblema del obispo de Faenza. Segundo cuarto del siglo XVI.
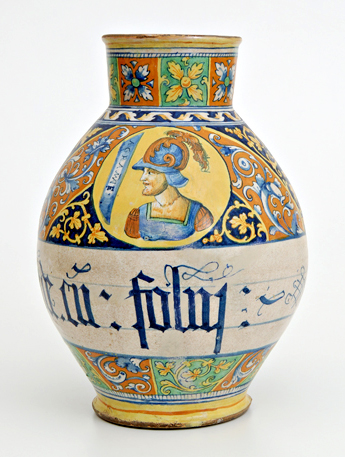
Tarro globular, en su centro un medallón con el busto de Agramante, sobre el registro farmacéutico. Circa 1550.

#### Blanco de Faenza

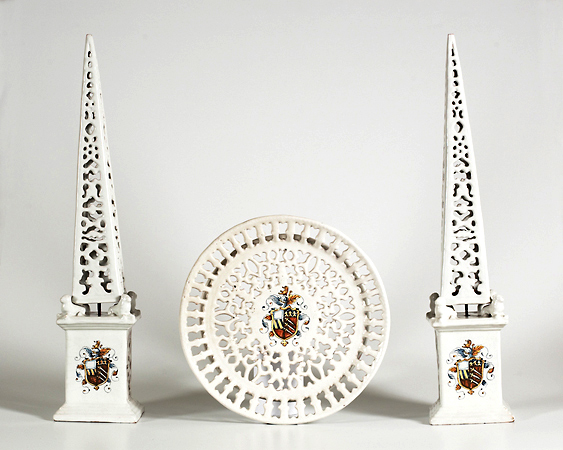
Dos obeliscos y una placa perforada con los escudos de las familias Ghisilardi y Spada. Faenza, c. 1636. Realizado, se gún se cree, para la boda entre Ghisilardi, noble boloñés y Spada, familia principal de Brisighella.

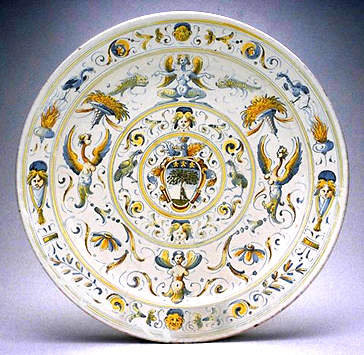
Plata con emblema de la familia faentina Liverani. Faenza, siglo XVII

Hacia la mitad del siglo XVI se registró en la producción de mayólica en Faenza un cambio de estilo y de forma.
Al virtuosismo pictórico, a las combinaciones de colores vivos, en los temas narrativos historiados, al puntillismo de las líneas geométricas más elaboradas, donde los maestros habían alcanzado fama y éxito, surgió un contrapunto, la necesidad de hacer una catarsis que identificara la exaltación del blanco virginal, en el que escribir una nueva página y proyectarse hacia unos nuevos horizontes.
Fue en el momento del blanco, cuando favoreció la investigación formal de ese color en la mayólica del «blanco Faenza», el denso color lechoso, que dejó en gran parte al descubierto la pureza de las líneas, el valor de las guirnaldas para contornear los cupidos con formas berninianas, caballeros, figuras femeninas y los guerreros turcos. Surgió una paleta que diluyó los colores, azul amarillo o naranja, hasta casi desvelarla mediante su aplicación sobre las manufacturas blancas de forma sinuosa y perforada. Se la denominó como la «paleta lánguida», por el trazo ligero pictórico realizado con líneas rápidas y firmes que conseguían la viveza de un boceto y unían la simplicidad con la exigencia de una fina elegancia.
El motivo del grotesco pasó a aplicarse en nuevas formas: el salero estará sujeto por arpías y delfines, el enfriador se presenta sostenido por pies de formas zoomorfas. A estos objetos se unieron los pequeños obeliscos, los tinteros y las fuentes que se ejecutaron sobre todo perforadas, otras piezas pertenecientes a vajillas tienen decoraciones añadidas de fruta, flores, mascarones o putti. Todo esto consiguió hacer el paso del arte de la cerámica desde el renacimiento a la interpretación de los cánones del manierismo y hasta la transición del barroco.
La nueva producción consiguió un gran éxito, lo que obligó a las fábricas de loza a seguir con ella hasta el final del siglo XVII, cuando esta tipología se asumió casi como una serie. El «blanco de Faenza» se exportó por toda Europa, su éxito consiguió que fuera acuñado el término «fayenza» para indicar la cerámica de mayólica de calidad. Los ceramistas Virgilio Calamelli y Leonardo Bettisi llamado Don Pino, fueron unos de los más destacados que trabajaron desde mediados del siglo XVI hasta las primeras décadas del siglo XVII en Faenza.

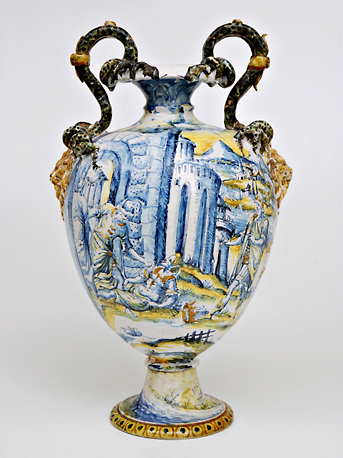
Ánfora con una figuración del Antiguo Testamento: Samuel asesina a Agag. Faenza, taller de Leonardo Bettisi, último cuarto del siglo XVI.
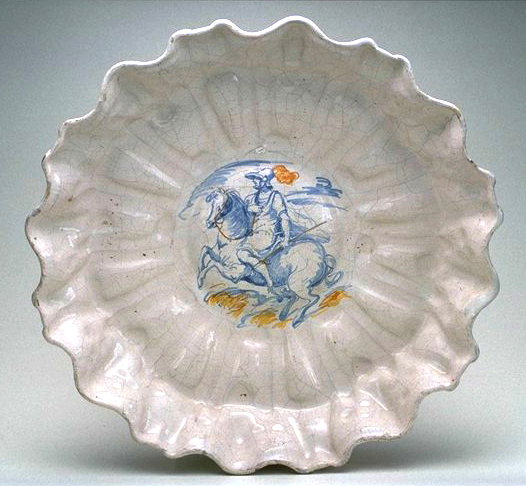
Copa («crespina») estilo «compendiario», con figura de caballero. Faenza, taller de Virgiliotto Calamelli, penúltimo cuarto del siglo XVI.
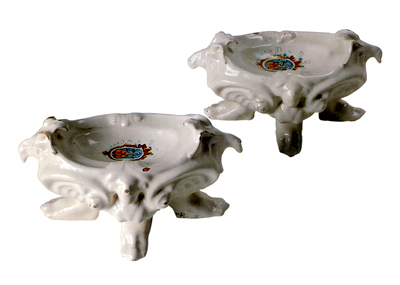
Copia de salero con emblema Garzoni. Faenza, taller de Virgilio Calamelli, penúltimo cuarto del siglo XVI.
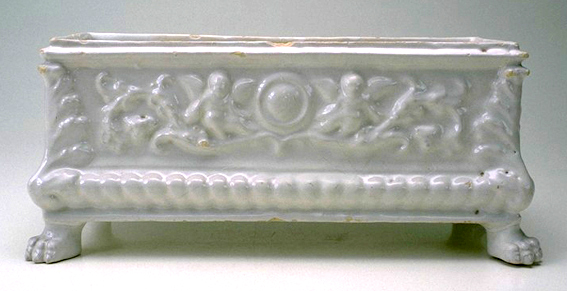
Pequeña urna con putti alados y decorado en relieve. Faenza, segunda mitad del siglo XVI.

### Otros talleres italianos delsigloXIValXVI

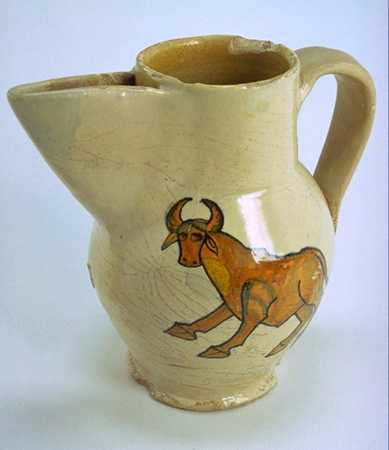
Jarra del Lazio centrada con la decoración de un toro. Mitad del.

Gracias también a las valiosas colecciones donadas al museo por Galeazzo Cora y Angiolo Fanfani, la sección cuenta con un amplio repertorio de obras de otros talleres italianos de la época bajo medieval, renacentista y manierista.

#### Cerámica del Lazio
El camino de la exposición del museo serpentea a través de las regiones a partir del Lazio donde están expuestas obras de la protocerámica de la Edad Media, con referencias a la época romana tardía. Se trata simplemente de la cerámica vidriada llamada Mayólica arcaica. A la que sigue un grupo de cerámica de la zona de Viterbo datada de los siglos XIV al XV, con diseños estilizados, el primero en bicromía de verde de cobre (muy espeso) y manganeso marrón, después el safra espeso y diluido, en ese momento difundido en todo el centro y norte de Italia.
Las formas que son típicas de mayólica arcaica son los cuencos carenado, tazas con dos asas, platos, y jarros, entre ellos el «panale» (migas de pan o empanizado), de pico muy pronunciado, para servir la sopa de pan.
Incluso las decoraciones se uniformaron y fueron comunes en toda la península itálica, con estilizaciones geométrico-fitomorfas, escudos de armas, bustos de femeninos y masculinos (con peinados, ropa y sombreros de la época), aves fantásticas y dragones alados.
En la cerámica producida en el norte de Lacio el uso del safre espeso o diluido, para la decoración de la cerámica, disfrutaron de un éxito considerable hasta finales del siglo XV.

#### Cerámica de Abruzzo

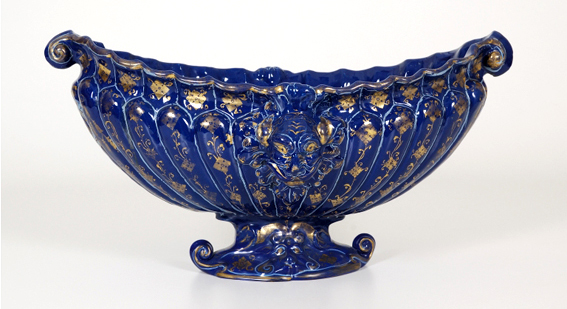
Refrescador en forma de nave con mascarones, decorado con arabescos y el emblema del cardenal Alessandro Farnese. Castelli, tercer cuarto del.

El arte de la cerámica en Abruzzo está atestiguada por los hallazgos de uso corriente desde el siglo XV, pero en la segunda década del siglo XVI se comenzó a producir mayólica de alta calidad, gracias al horno de la familia Pompei en Castelli, en donde emerge la figura de Orazio Fontana con su prestigioso mecenazgo.
Este es el caso del famoso equipo de albarelos para farmacia, realizado por encargo de los mecenas Orsini Colonna, una tipología original y ricamente decorada con unos colores luminosos y elegantes. Junto con esto, encontramos en la cerámica de Castelli, de la mitad del siglo XVI, que sus formas también cambian y su decoración refinada interpreta con una gran coherencia, la evolución estilística del renacimiento al manierismo.
Hay excelentes ejemplos de objetos en azul lapislázuli, de gusto excéntrico y refinado y enriquecida la plástica de las formas con máscaras, esfinges aladas y patas de león, como en la cerámica del tipo «compendiario». Esta producción se inspiró en la orfebrería de finales del renacimiento y en la sala dedicada a ello del museo, se puede admirar un refrescador del que se conoce uno gemelo en la colección del Museo del Hermitage, que forma parte del famoso servicio encargado por el cardenal Alessandro Farnese (1520-1589).
Un refrescador de mesa, decorado con finos arabescos de oro sobre fondo en lapislázuli y el escudo de armas del cardenal, muestra cómo los maestros de Castelli habían ganado una considerable capacidad técnica y ejecutiva, hasta alcanzar la imitación del bello cristal clásico del periodo alejandrino.

#### Cerámica de Umbria

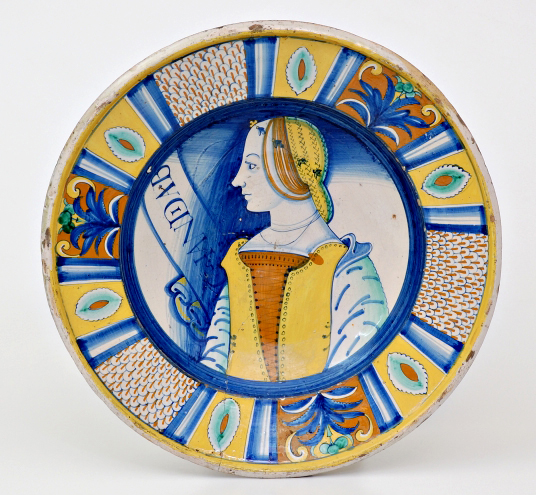
Plato de pompa con figura tipo «Bella», inscripción: «CHANDIDA.B.». Deruta, primera mitad del.

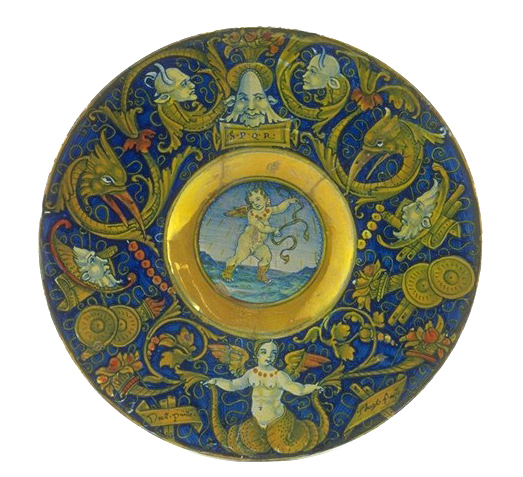
Plato con reflejo dorado, pintado con un cupido en el fondo y rodeado de grotescos, mascarones y sirena con dos colas. Realizado en Gubbio por Mastro Giorgio Andreoli hacia 1525.

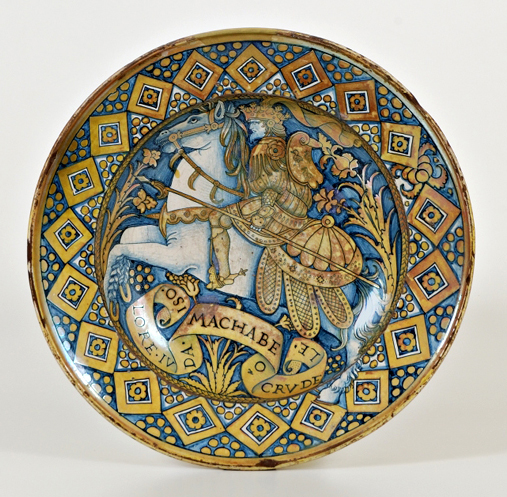
Plato de pompa con la representación de Judas Macabeo a caballo.Deruta, primera mitad del siglo XVI.

El recorrido del museo continúa con la colección de cerámica de Umbria desde el periodo arcaico, con un repertorio similar, al menos por la vasta producción de Orvieto, en la zona de Viterbo.
Más tarde, a finales del siglo XV, en los talleres de Umbría, incluidos los de Deruta y Gubbio, en activo desde finales del siglo XIII, así como el menor de Gualdo Tadino profundamente influenciado por el cercano Gubbio, se acercaron a los temas preferidos del periodo tardo gótico que reproducían en los tarros especialmente destinados a farmacias. En los que incluyeron pinturas de colores vivos con representaciones de animales fantásticos, guirnaldas, cintas, palmetas, cornucopias, delfines, grotescos y escudos de armas.
Sin embargo, durante las primeras décadas del siglo XVI la producción de Umbria resurge a las glorias del pleno renacimiento, incluso con piezas de mayólica de gran dimensión, conquistando fama y honores entre los talleres de cerámica de la época.
Aparecen los grandes platos famosos de pompa y la vajilla de mesa, «credenze», pintado monocromo en azul o en los brillantes colores amarillo/azul al que se añade el brillo metálico, con reflejos rubí rojo, amarillo dorado y más raramente de plata. También se aplicaba a la cerámica pintada con temas históricos, y «hasta en lo grotesco, los trofeos musicales y de armas antiguas, motivos a candelieri etc.»
Uno de los más famosos talleres fue el de maestro Giorgio Andreoli de Gubbio y su reflejo brillante en oro o plata, y por encima de todo en su insuperable rojo rubí. Es un buen ejemplo, de los que se pueden ver en el museo, una copa hecha de una reproducción de una medalla del orfebre Sperandio de'Savelli de Mantua (1425-1495). Alrededor, toda la superficie está pintada con una corona de perlas que se alternan con bayas en relieve. Parece que fue uno de los primeros modelos tratado fielmente de una valiosa medalla de un buen orfebre.
Otro tipología de derivación rafaelesca está bien representada en otra obra: un plato pintado con un gran borde y esmaltado con reflejo de oro, sobre el fondo azul se encuentra un cupido dentro de un círculo dorado, en el gran borde del plato se encuentran delicados grotescos que incluyen cabezas de aves fantásticas, una sirena con dos colas, mascarones, copas, y en la parte central dentro una cartela el escrito SPQR en recuerdo del fausto de la antigua Roma. Fue realizado por Giorgo Andreoli hacia 1525.
Muchos ceramistas de Gubbio fueron los que trataron con gran habilidad la técnica del reflejo metálico, entre ellos Traversi, Floris, y Giacomo di Paoluccio. Además de los talleres de Gubbio, había otros maestros en Urbino como Giulio da Urbino, Xanto Avelli y otros, que incluyeron en sus obras los reflejos de la loza dorada obrando también bellas piezas. Así mismo también se realizaron grandes platos y otras vasijas decoradas con reflejos metálicos especialmente el dorado y que fueron producidos en los talleres de Deruta hasta la primera mitad del siglo XVI.
Se muestra en el museo, una obra de un plato pintada en dos colores amarillo y azul con brillo dorado, con la representación del personaje bíblico Judas Macabeo con una extraña elegancia, elegido entre las figuras más representativas de la historia de la salvación individual por Agustín de Hipona. Se presenta a Judas vestido con una armadura preciosa montado en un caballo enjaezado, con arnés. Bajo el caballo hay una filacteria con esta inscripción:"ISO.LORE.IVDA.MACHABEO.CRUDELE". La imagen deriva probablemente de una serie de grabados alemanes, con retratos de personajes famosos, uno de los atributos de Judas Macabeo está constituido por tres aves de rapiña, que aparecen en su escudo.
En los trabajos con decoración policromada privada de reflejo la decoración aparece igualmente alegre y elegante al mismo tiempo, con ricas bandas pintadas en rojo y azul, animales fantásticos, zarcillos de hojarasca de inspiración rafaelista decoraciones fitomórficas y en particular en los albarelos y jarras, se encuentra la representación de la figura humana en los tipos de pajes y damas iconográficamente similares a los pintados en la cerámica de Faenza del mismo período.
Por el contrario en la parte posterior de los platos de Deruta aparecen nuevas formas decorativas como el conocido «petal back», con pétalos pintados en secuencia y dispuestos radialmente.
Con respecto a la producción historiada en Deruta no está especialmente reconocida, un lugar de excepción lo ocupa hacia la mitad del 1500 el artesano ceramista Giacomo Mancini, conocido como "El Frate", con sus grandes platos de pompa adornados con reflejos metálicos.
En su producción las escenas históricas se encuentran en todos los tipos de modelos, son episodios de poemas épicos y de
caballerescos, escenas tratadas en la Metamorfosis de Ovidio y la temática realizada por los grandes artistas del renacimiento, con especial atención a la obra de Rafael Sanzio.
Emblemático es el fragmento de un cuenco que reproduce la escena de la lucha entre Bradamante y Marfisa (Orlando furioso, canto 36) en la edición de 1542 por Gabriele Giolito de Ferrari en Venecia y se firmó por el reverso «J Druta El frate pensittj».

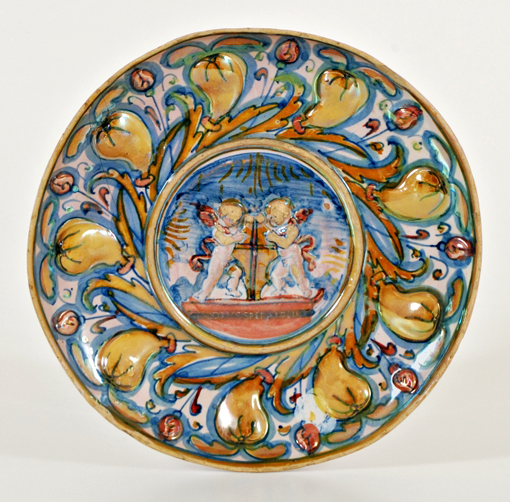
Copa decorada con reflejos metálicos con la inscripción «OPUS.SPERANDEI». Taller de Maestro Giorgio Andreoli, Gubbio inicio del siglo XVI.
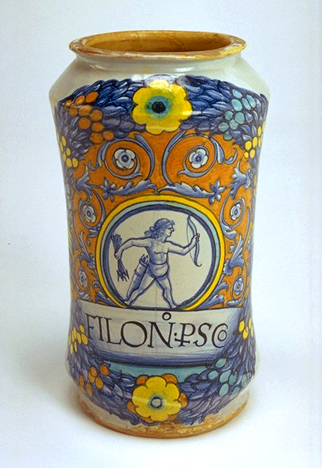
Albarelo de Deruta centrado por un cupido con arco, carcaj y flecha contorneado con una guirnalda. En la cartela inferior se encuentra la inscripción "FILONO.PSCO" (Filonio.Pérsico). Al dorso la fecha 1505.
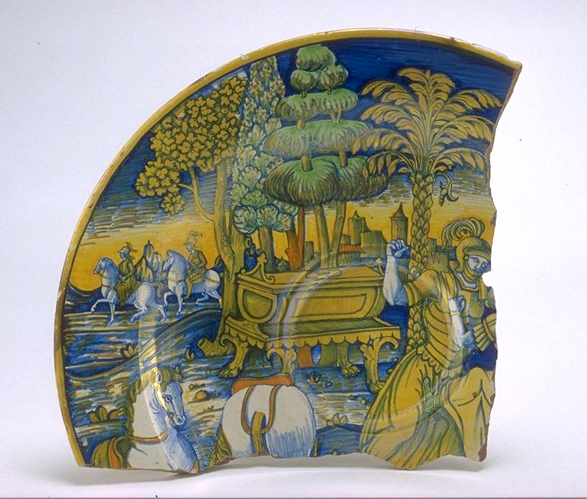
Fragmento de cuenco historiado. Realizado en Deruta por Giacomo Mancini llamado El Frate, fechado en 1545.

#### Cerámica de Marcas

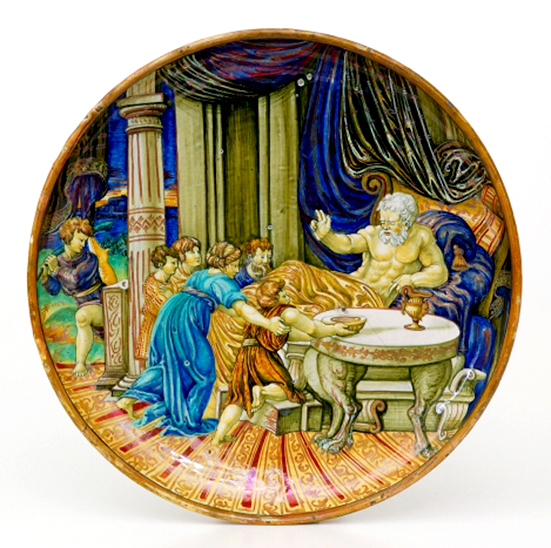
Plato historiado con la escena de Bendición de Isaac a Jacob. Francesco Xanto Avelli y pulida en Gubbio por Mastro Giorgio Andreoli. Datado en 1529.

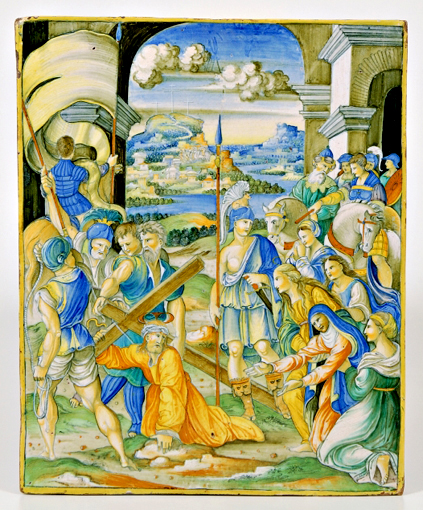
La agonía por Nicola da Urbino. hacia 1525.

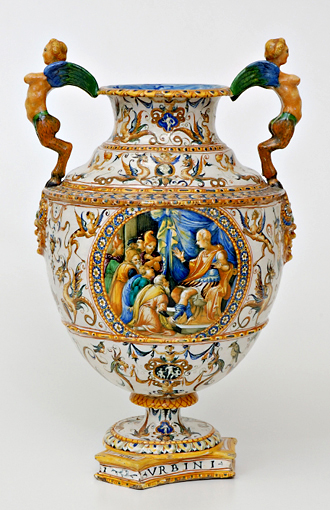
Gran ánfora decorada «a lo rafaelesco» y un medallón con la presentación del sometimiento del pueblo galo a César. Suministrada a la farmacia de Roccavaldina. Presenta la inscripción en la base "M° ANTO / NIO / PATAN / AZI. VRBINI / 1580". Antonio Patanazzi, Urbino 1580.

A principios del siglo XVI el horizonte de los talleres cerámicos en la región de Marcas estaban profundamente influenciados por su cultura humanista propia de la clase alta y la nobleza de la época.
Los maestros alfareros, sensibles a este momento, desafiaron con éxito una línea figurativa siempre aceptable a la presión requerida por un cliente culto y con ganas de mostrarse erudita con la presencia de textos literarios en boga: Sueño de Polífilo de Francesco Colonna, Las Metamorfosis de Ovidio, Ab Urbe condita libri de Tito Livio o las imágenes de la Biblia.
En esta sección del museo se pueden admirar obras maestras del arte de cerámica de los principios de Urbino representados por las obras de los ceramistas: Nicola da Urbino y Francesco Xanto Avelli de Rovigo activo en Urbino hacia 1530, de Guido Durantino, del famoso taller de Orazio Fontana, y en el último cuarto del siglo XVI hasta aproximadamente 1630, el próspero taller de Alfonso y Antonio Patanazzi.
Es un magnífico ejemplo del vasto corpus de obras presentes en las colecciones del museo y está ampliamente descrito la transición del primer al segundo periodo y el más completo periodo historiado propio de toda el área de las Marcas con los tallerese de Pesaro y Casteldurante. Se encuentra en la obra cerámica de Urbino, que se trabajaba en ese momento, y en el tema narrativo histórico, que estaba inspirado en las obras de los maestros del renacimiento en particular de Rafael Sanzio y en toda la producción de grabados de Marcantonio Raimondi. El ceramista Nicola da Urbino, es especialmente sensible a la obra de Rafael, como se aprecia en la placa conocida como La Subida al Calvario, pintado en su taller. La obra se inspira en el grabado de Marcantonio Raimondi titulado La caída en la Cruz, que había conocido la obra de Rafael (conservada en el Museo del Prado), probablemente a través de una copia de Agostino Veneziano.
La escena de La agonía, está rodeada por un marco arquitectónico en el que se abre un delicado paisaje fluvial, se representa como un desmayo repentino que sufre la Virgen María, sostenida por las piadosas mujeres, durante el Calvario de Jesús en el que se centra toda la escena.
Entre los motivos decorativos realizados durante todo el siglo XVI hasta las primeras décadas del siglo XVII, los grutescos se convertirán, gracias a las pinturas al fresco de la Logia del Vaticano de Rafael, en «rafaelescos»  para contornar los medallones historiados de las decenas de jarras, de fuentes, de platos de pompa y de los refrescadores, a menudo adornados con pequeñas esculturas de animales fantásticos y de cariátides de todas las formas.
En honor del duque Francesco Maria della Rovere mecenas de artistas, escritores y talleres de cerámica de su territorio —al que Francesco Xanto Avelli dedicó un poema literario—, hubo una cierta difusión de la decoración en «cerquate» representada como una hoja estilizada de roble en referencia al nombre de la poderosa familia ducal de Urbino.
Numerosos fueron los encargos procedentes de las familias nobles más importantes del siglo XVI para los ceramistas de Urbino, y entre ellos tuvo gran éxito la «credenza» encargada para celebrar el matrimonio de Federico II Gonzaga, duque de Mantua y Margarita Paleólogo, marquesa de Monferrato; la obra tiene sus límites cronológicos entre 1531, fecha de la boda, y 1540, el año de la muerte de Federico II, se considera este plato una de las mejores muestras de este tipo que posee el museo.
Igualmente conocida es la pomposa «credenza», compuesta por cientos de piezas de todas las formas realizada por Antonio Patanazzi para el tercer matrimonio de Alfonso II de Este y Margarita Gonzaga, donde en su obra se encuentra pintada en el interior histórico, el lema ardet æternum, para significar el amor eterno entre Alfonso y su joven sobrina Margarita.
De la «credenza» encargada por el duque de Mantua, el museo posee un plato pintado por Nicola da Urbino con las armas de los Gonzaga-Paleólogo en el que hay una corona ducal sostenida por un amorcillo, la pieza está historiada con la representación del carro de Marte, el Dios sentado en el carro es arrastrado por dos diosas entre nubes, mientras que una tercera está a punto de ceñirle la cabeza con una corona de laurel, en el centro de la imagen se encuentra un cupido en el acto de disparar una flecha.
En Casteldurante, la cerámica se produjo desde el inicio del siglo XV, pero con el renacimiento y gracias al mecenazgo de los Duques de Urbino, Francesco Maria della Rovere y Guidobaldo, fue cuando sus talleres de cerámica adquieron una mayor importancia, a raíz de la efervescencia artística que implicó la región de las Marcas nutrida por el rafaelismo, los grandes modelos de la pintura y la cultura de los humanistas de la corte.

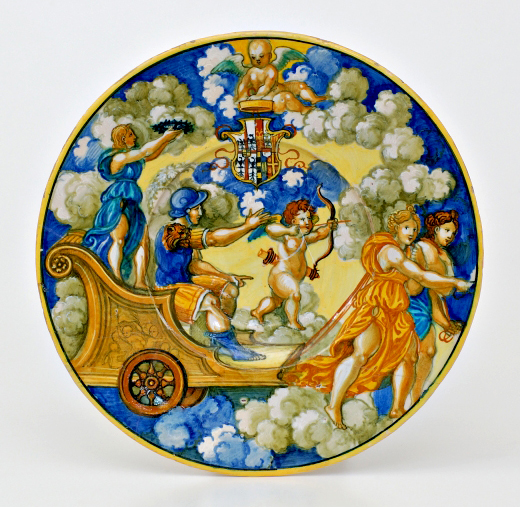
Plato pintado con El carro de Marte. En la parte alta se encuentra los escudos de armas de las familias Gonzaga-Paleólogo. Nicola da Urbino, 1531-1533.

Esto está atestiguado por la cerámica pintada, decorada con temas históricos y hermosos grutescos, realizada por Simón Colonnello, Zoan María Vasaro, Sebastiano Marforio y Picchi junto otros. En estos trabajos se ha sintetizado la experiencia de la decoración grutesca del renacimiento, con todo su encanto y fantasía, en la transición hacia las formas manieristas más dilatadas en el diseño de patrones decorativos, con colores cálidos y la morbidez y esfumato del azul, los artistas de Casteldurante obtuvieron un resultado de equilibrio racional de la forma y el estilo.
Las figuras grutescas de las imágenes pierden gradualmente su intensidad iconográfica, que estaba detrás de todas las referencias alegóricas, y pese a ello llegó finalmente a formar parte de una decoración de un periodo casi de serie, conservado hasta finales del siglo XVI por su gran encanto.
En Pesaro se produjo la cerámica mayólica desde la primera mitad del siglo XV, en su adhesión al estilo arcaico. Luego se mezclaron la influencia gótica con la proveniente de la cultura árabe y se hicieron mayólicas de alta calidad que pertenecía al modelo de los «ojos de las plumas del pavo real»,  de la «hoja rizada gótica» y «a la porcelana», así como varios temas típicos de comienzos del renacimiento. Ejemplos a lo largo de la exposición del museo, se encuentra en un albarelo de farmacia ornamentado en estilo gótico tardío con la «hoja rizada» y en la parte frontal la figura pintada de un hombre con muletas, sobre la palabra farmacéutica "ELTM. HAMEC" (Electuarium Hamec).
En la primera mitad del siglo XVI, junto con las decoraciones «a cuartos» —división de la pieza por líneas pintadas en cuatro o más partes—, las figuras-retrato femeninas «bellas», las representaciones de los personajes masculinos y femeninos, el fausto de los trofeos de armas y musicales con color ocre cálido, los adornos en festones y los brillos de mayólica, florecieron en los talleres de Pesaro un estilo historiado de notable calidad pictórica, gracias al trabajo de los maestros aún no identificados individualmente y que se denominan como los grupos de cerámica realizados y estilísticamente diferentes entre sí: el pintor de Venus, el pintor de Argos, el pintor de Zenobia.

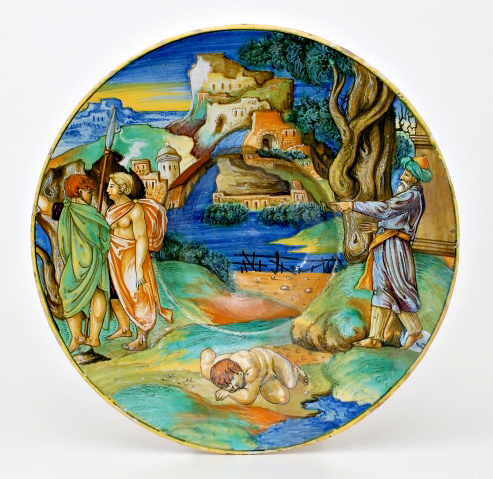
Plato con la presentación del mito de Jasón y Medea. La obra contiene en la parte posterior la firma de Francesco Xanto Avelli de Rovigo. Urbino, hacia 1531-1532.
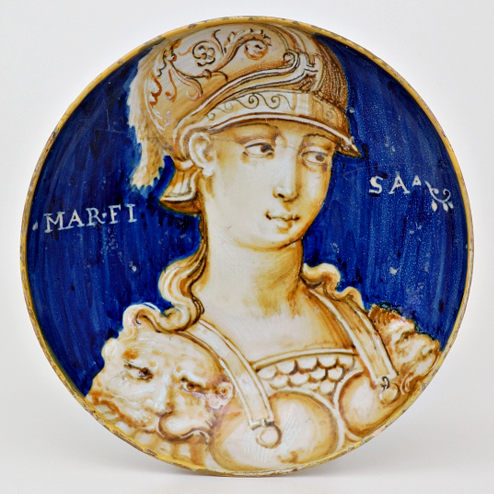
Plato pintado en bicromía azul y ocre con busto femenino decorado con armadura y yelmo. Sobre el fondo azul hay la inscripción de Marfisa. Tipología de «bella».Casteldurante, primera mitad del siglo XVI.
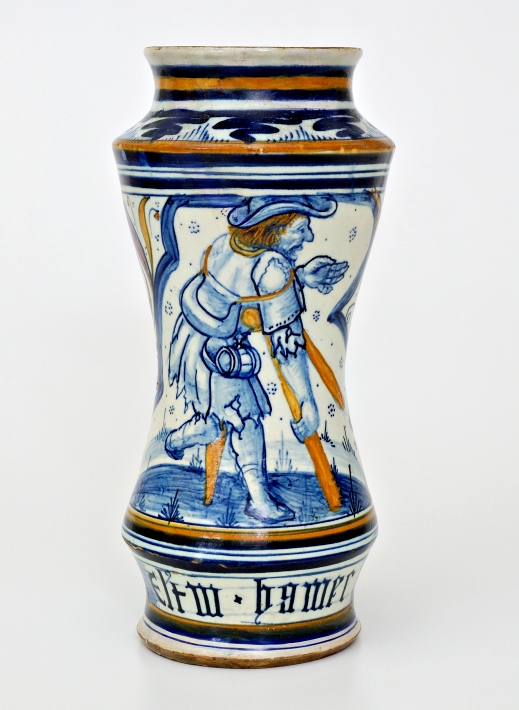
Albarelo de farmacia adornado con el motivo de la «hoja rizada» en su parte frontal hay una figura masculina con muleta. Pesaro, fin del siglo XV.
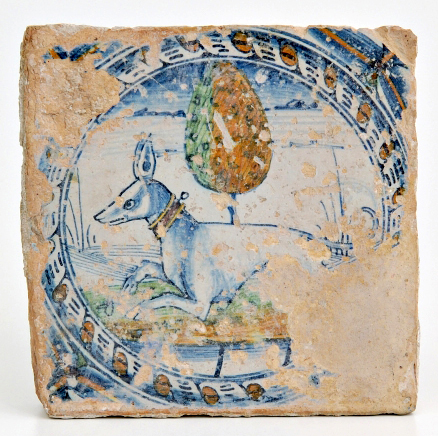
Azulejo con perro inserto en una guirlanda circular. Período César Borgia (1499 - 1503), Iglesia de Santa María del Reposo, en Fano Pesaro final del siglo XV.

#### Cerámica de Emilia-Romaña

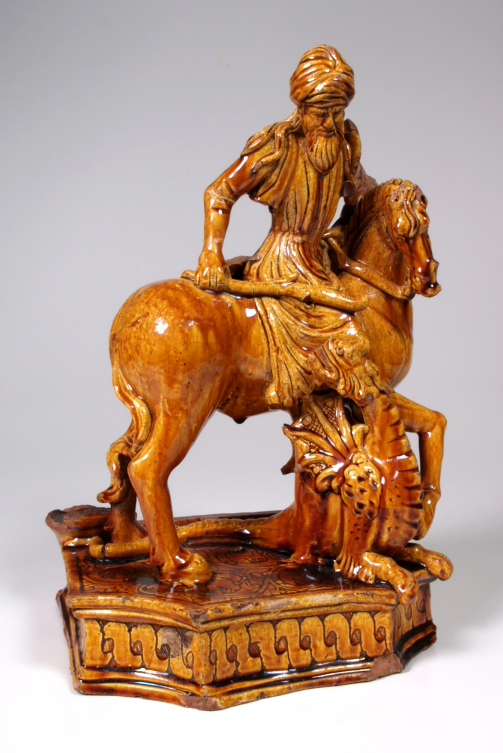
Tintero. Grupo escultórico que representa a San Jorge, con ropaje turco, matando al dragón. Ferrara siglo XVI.

En la región de Emilia-Romaña, además de en Faenza, se produjo cerámica desde la época etrusca en la vecina Forli, y desde la Edad Media en Rimini, una ciudad favorecida por la presencia en su territorio de una excelente arcilla para su uso en cerámica, con temas dirigidos principalmente para celebrar a sus respectivos señores, los Ordelaffi, Girolamo Riario y Caterina Sforza en Forli; los Malatesta en Rímini, encontrándose así, sobre las diferentes piezas los escudos heráldicos. La cerámica de Forli y de Rimini fue apreciada por sus características estilísticas propias de la cerámica italiana entre el quattrocento y el cincequento: la hoja de estilo gótico y rizada, la palmeta persa de plumas de pavo real, los perfiles de hombres y mujeres, los grutescos, los trofeos y placas decoradas con reflejos metálicos y con motivos decorativos típicos del primer renacimiento.
Para el tipo histórico, Rimini cuenta con una producción documentada desde el siglo XVI, en la que sobresale la figura de Giulio de Urbino que realiza, hacia 1535 en el taller del maestro Alessandro en Rimini, una serie de obras de gran calidad, datándolas y firmándolas «en Ariminio» (en Rimini). Sus obras pertenecen a la época de su madurez, cuando vivía en esta ciudad y revelan un sabio tratamiento en ela elaboración del diseño y la pintura de los temas, en su mayoría profanos muy apreciados en la cultura de Urbino en la que el artista se había formado.
En la ciudad de Ferrara fue producida desde la Edad Media terracota vidriada, con decoraciones incisas similares a las de otras áreas del contorno, con motivos vegetales, fitomórficos, animales fantásticos, geométricos, heráldicos y temas religiosos. Pero fue gracias al patrocinio de los duques de Este —Hércules I, Alfonso I, Hércules II, Alfonso II—, que se incrementó de manera significativa la producción de cerámica, tanto que junto con la presencia de los grandes artistas del renacimiento y el manierismo, llegaron a Ferrara maestros alfareros de mayólica provenientes de Urbino y Faenza.
El proceso de la cerámica de Ferrara fue principalmente de incisión con dibujos figurativos masculinos y femeninos e influenciada con la iconografía de los poderosos ciclos pictóricos de Ferrara. A esto se sumaron las esculturas exentas como el modelo del tintero con el tema de San Jorge matando al dragón, junto con otros modelos también muy extendidos de alegorías con figuras femeninas.

#### Cerámica de Toscana

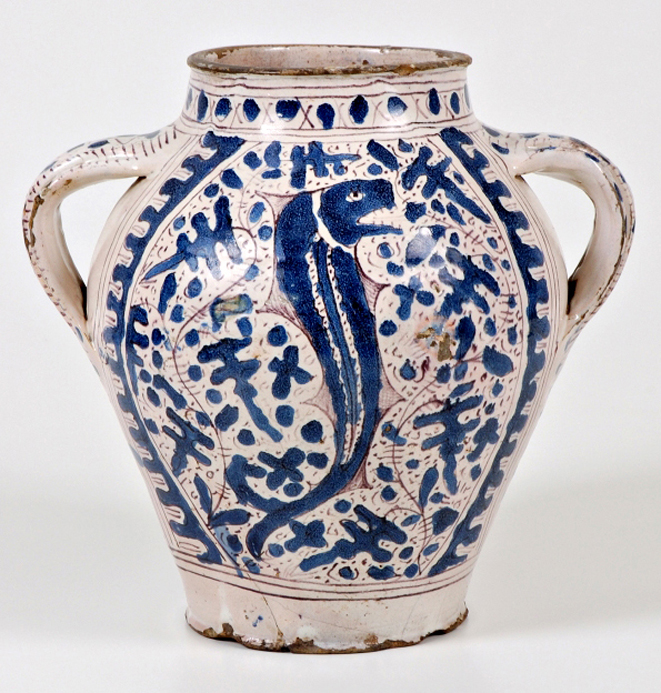
Jarra pintada al «safre» con azul-morado sobre fondo blanco con un ligero reflejo rosado, presenta el motivo de la hoja de roble estilizada que rodea la figura de un pez. Florencia, cerca de 1430.

Los talleres de cerámica toscana se caracterizan por una producción temprana documentada, al menos en la zona de Pisa, sin duda en el último cuarto del siglo XII. Mayormente se trata de una alfarería arcaica de engobe de alta calidad y con proliferación de los maestros «horneros» toscanos en muchas áreas de la Península, tuvo una función de expansión para toda la historia de la cerámica italiana tardomedieval.
La primera producción de la cerámica mayólica se iniciará a mediados del siglo XIII en el territorio de Pisa, donde ya se empleó en los muros de la fachada de la iglesia y en los cuencos de loza dorada importados a finales del siglo X y la primera mitad del XI de España, Marruecos, Túnez, de Sicilia y de Egipto. Unas décadas más tarde, se abrió un área de producción en Montelupo Fiorentino y en Siena, con una división entre las piezas de cerámica y loza fina de mayólica hasta el final del siglo XIV y con temas decorativos típicos del estilo arcaico.
Las siguientes áreas alrededor de Florencia, fueron los alfareros de Bacchereto cerca de Carmignano, junto con los numerosos talleres de Montelupo Pontorme, Empoli y en el territorio de Siena, se produjo desde el inicio del siglo XIV una mayólica de alta calidad en la estela de la efervescencia literaria y artística, propia del humanismo toscano. En la colección del museo dedicada a las obras realizadas al «safre» en relieve, hay algunos ejemplos tomados de la fabricación de Bizancio y así mismo inspirados en las ricas telas del siglo XV, presentes tanto en las vestiduras civiles y religiosas, y luego representadas también en las pinturas de los grandes maestros toscanos de la época.

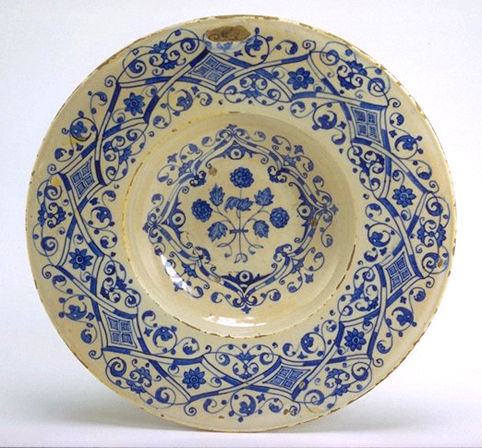
Plato decorado «a la porcelana». Cafaggiolo, primera mitad del.

En Florencia se encontraban los productos más refinados elaborados con la técnica del «safre» espeso, en la versión de gotas o en la diluida, abundantemente presentes en las colecciones del museo, gracias a los legados Cora-Fanfani. Entre los contratos importantes que se guardan en la Giunta di Tugio, se tiene noticia de los numerosos encargos por parte de las boticas florentinas y toscanas: «la prestación de cientos de piezas, que, de acuerdo con los documentos, se remontan a 1431, marcados con el emblema del gremio, para la botica del Hospital de Santa Maria Nuova», del cual el museo posee buenos ejemplares. El tema favorito para la decoración a la «safre», fue la de la hoja de roble estilizada pintada para delinear las figuras zoomorfas, en su mayoría, los animales fitomorfos, fantásticos o insignias y emblemas para distinguir, por ejemplo en el caso de los albarelos, a los clientes de las farmacias.

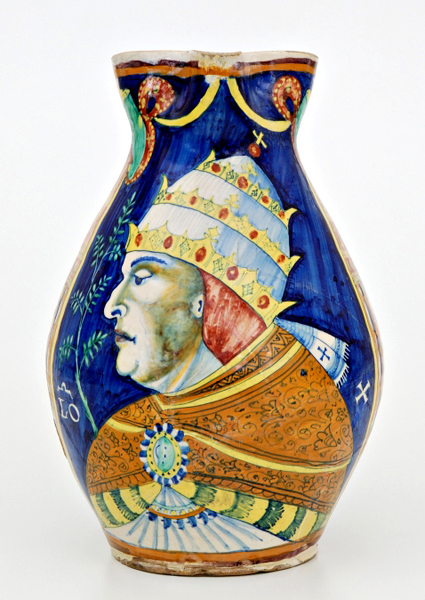
Gran jarra con el retrato del papa León X. Jacopo di Stefano, Villa medicea de Cafaggiolo, hacia 1515.

El museo tiene un apartado para la famosa cerámica realizada por Luca della Robbia, cuyas piezas son representantes de la cultura humanista que había llevado a los ceramistas a decorar sus piezas con motivos clásicos. A partir del siglo XV la cerámica que había estado ligada a las necesidades de la vida doméstica, cambió en las de la terracota vidriada de Luca della Robbia que se emplea exclusivamente para ornamentación. Alumno de Nanni di Banco, es un artista considerado un precursor del renacimiento junto con Donatello, Masaccio y Lorenzo Ghiberti. Su capacidad como investigador de nuevas técnicas, le hizo inclinarse para realizar la terracota vidriada en obras escultóricas. Recibió encargos para iglesias, palacios y capillas de Florencia así como para otras ciudades de la Toscana, la mayor parte de sus obras fueron realizadas en blanco y azul. Fue sucedido por su sobrino Andrea della Robbia y el hijo de este Giovanni. Siguió esta línea escultórica bajo la actividad de los hermanos Santi y Benedetto Buglioni, con los cuales a fines del siglo XVI se puso fin al arte de la terracota vidriada como escultura, del estilo «Della Robbia».
En la primera mitad del siglo XVI, otros temas importantes introducidos en las decoraciones, fueron grandes cartelas con escenas de las obras de Petrarca, figuras femeninas y de pajes y representaciones alegóricas, cuando en la Toscana fue fundado el taller de la villa medicea de Cafaggiolo (Barberino di Mugello), bajo el mecenazgo de Lorenzo di Pierfrancesco de Médici a finales del siglo XV en el interior de su villa, contratando maestros de Montelupo, se realizó una producción historiada de alta calidad estilística y formal, con temas comunes de los talleres de Urbino, Marcas y valle del Metauro, así como una elaboración menos frecuente de reflejos, con pocos ejemplares conocidos probablemente ejecutados por los artesanos de Deruta y Gubbio, que fueron llamados para trabajar en Cafaggiolo.

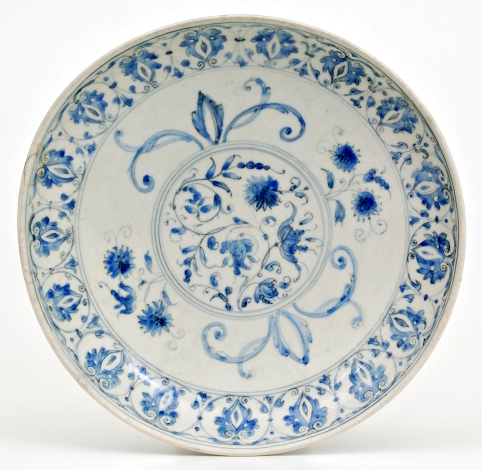
Plato de «porcelana de Médici» decorado en azul sobre fondo blanco. Florencia, hacia 1580.

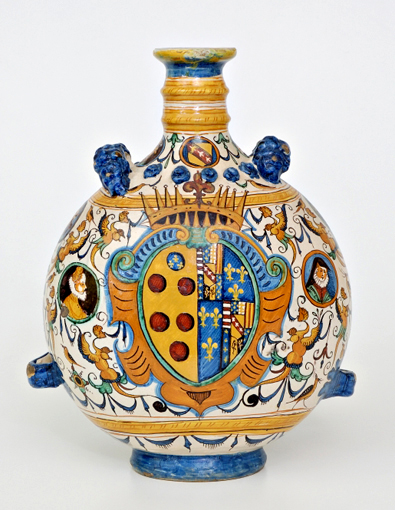
Frasco decorado «a lo rafaelesco» y medallones con retratos. En la parte central se encuentra el escudo de armas de los Médici-Lorena. Montelupo, segunda mitad del.

De la excelente producción historiada de este periodo, el museo de Faenza conserva un gran número de obras que incluye un ejemplar de una jarra grande con el retrato de León X, firmado con «Sp», correspondiente al taller de Jacopo di Stefano en Cafaggiolo. La obra fue creada probablemente durante la breve estancia del pontífice en el Villa medicea de Cafaggiolo, para relajarse después de las fiestas organizadas en su honor por su primera visita a Florencia de 1515. El rostro del papa, con un rasgo de fuerte carácter, se complementa con el adorno de finas vestimentas con preciso detalle como las de una pintura en miniatura: la tiara papal, sus vestiduras y el broche, derivado de los modelos de alta joyería de la época. Por último, el busto de León X está pintado sobre un color de fondo de lapislázuli. La parte posterior de la jarra está decorada «a la porcelana» método generalizado en la cerámica toscana y faentina en el primer cuarto del siglo XVI.
En el último cuarto del siglo XVI, después de haber conseguido gracias a Jacopo di Stéfano, niveles artísticos comparables a los de los grandes alfareros de Urbino, la fábrica Cafaggiolo fue reduciendo su producción hacia la fabricación en serie hasta la conclusión de su negocio en torno a las primeras décadas del siglo XVII.
Poco tiempo después volvió a salir un nuevo líder en la escena de la cerámica de la familia de los Médici. Fue el gran duque Francisco I de Médici el cual tenía una gran fascinación por la porcelana importa de China de la dinastía Ming. Mecenas y culto se dedicó a la investigación, a las ciencias, a la arquitectura y a la alquimia. Le gustaba los estudios propios de las investigaciones audaces de los humanistas florentinos, en particular el arte de metal. Investigador y sensible a las obras de los más grandesalquimistas de la época, quería a toda costa que fuese resuelto el problema de las mezclas para producir porcelana, y en el Casino Mediceo de San Marco en Florencia, bajo la dirección de Bernardo Buontalenti, se puso a trabajar y participar él mismo en los experimentos.
Los intentos tuvieron éxito, alrededor de 1575 el gran duque Francisco dio con la forma de obtener la «porcelana de las Indias» y surgieron los primeros trabajos de porcelana jamás construidos en el oeste, la llamada «porcelana de Médici», con una pasta obtenida con la composición de doce partes de material vítreo y tres de caolín blanco de Vicenza. Pintada en un cromatismo de azul sobre blanco, con motivos decorativos tomados de la porcelana china. De esa producción, que se prolongó durante veinte años, solamente se conocen una cincuentena de obras, verdaderas «perlas» que se exhiben en museos de todo el mundo, y también el Museo de Faenza posee en sus colecciones.
En Montelupo durante todo el siglo XVI continuó la elaboración en los talleres de mayólica para las farmacias de los hospitales de la Toscana y para las familias nobles más importantes, con las decoraciones relacionadas con el primer renacimiento, además de hacer una variada producción para uso doméstico.

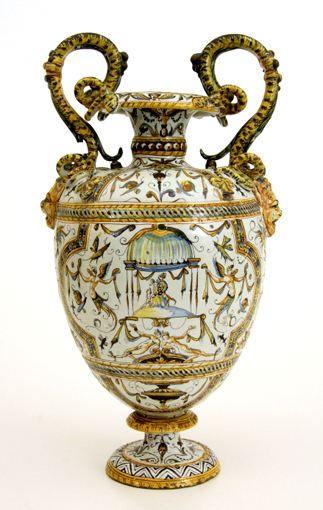
Jarrón decorado con grutescos. Niccolò Sisti. Pisa, último quarto del.

Las decoraciones pertenecen a las series de «Palmetas persas», «hojas rizadas» y «Rafaelesco», a la que se agrega una rara producción histórica, gracias a los maestros en tránsito de cerámica de Faenza, Urbino y Durante. Entre los nuevos temas decorativos desarrollados a finales del siglo XVI, comunes en la zona faentina y de Pesaro, que aparece, incluso en Montelupo, se encuentran las «hojas azules bipartitas» que adornan la cerámica hasta el final del siglo XVI. La época dorada de la producción de Montelupo se circunscribe entre los años de 1470 hasta alrededor de 1530, cuando se encuentra en la mayólica combinaciones de colores intensos y una bella composición gráfica. En este período, entre los talleres reconocidos se encuentran los de Marmi, una familia de excelentes maestros de mayólica que trabajaron para la familia Médici. Las obras de este obrador consiguieron una excelente calidad y en algunos casos parecen estar inspiradas en los modelos contemporáneos de la «porcelana de Médici».
En el área de Pisa, donde desde finales del siglo XII, se produjo la cerámica con engobe, y posteriormente la mayólica, se han encontrado numerosos hornos hasta finales del siglo XIV, para la producción de la alfarería sencilla con insición, de uso doméstico y farmacéutico. Después de la conquista de Florencia la fabricación de cerámica sufrió un impulso, para resurgir en el último cuarto del siglo XVI a través del alfar de Niccolò Sisti, donde se realizaron cerámica de mayólica de alta calidad, con resultado muy similar o incluso superior al taller de los Patanazzi en Urbino.
En la zona de Siena se caracteriza por una precoz producción de cerámica temprana que se distingue por una rica fantasía decorativa y que aunque la une cronológicamente con la efectuada en Florencia y Pisa, no se encuentra en los patrones geométricos de la decoración pisana, ni incluso en la más simple imaginería figurativa florentina. En Siena y Montalcino no solo se encuentra la producción de cerámica desde mediados del siglo XIII, sino también en otras ciudades más pequeñas con cerámica esgrafiada y esmaltada que proviene sobre todo de las poblaciones de Asciano y San Gimignano. Tras una fase inicial de cerámica arcaica siguió la adopción de un esmalte más blanco, y este fue el sello distintivo de toda la mayólica sienesa del siglo XV. El uso extensivo de la cerámica se vio favorecido por la presencia de la arcilla caolínica presente con abundancia en todo el territorio de Siena. Pertenecen a la cerámica del siglo XV los colores cálidos y con fuertes contrastes. Desde decoraciones fantásticas unidas a las geométricas llenas de personajes hasta finales del siglo XV con variantes en la fabricada en Montalcino de grutescos y «a la porcelana» con la que toda la zona sienesa llegará hasta final del siglo XVI. Con el siglo XVII su producción sufrió un inevitable declive que se prolongó hasta las primeras décadas del siglo XVIII cuando los ceramistas Bartolomeo Terchi y Ferdinando Maria Campani consiguieron renovar todo su antiguo esplendor.

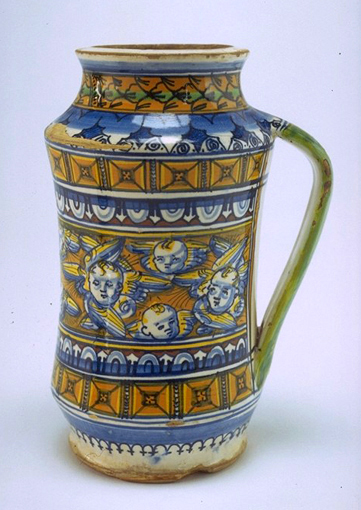
Albarelo con asa y franjas de diversos ornamentos. Siena, siglo XVI.
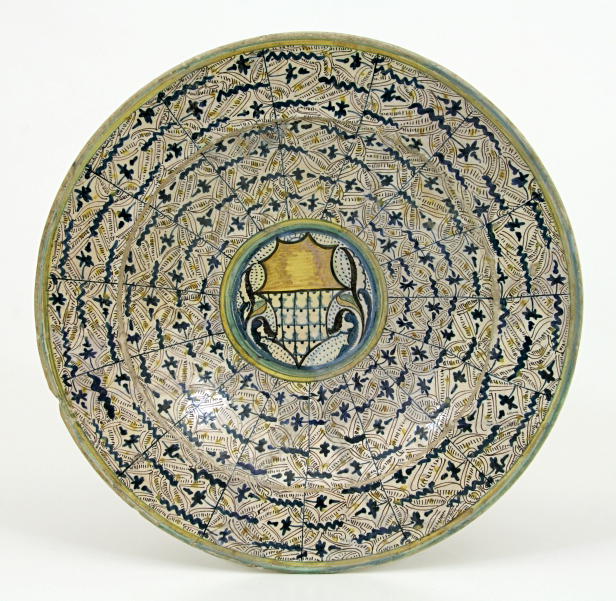
Plato con el emblema de la familia Bonciani con decoración de hojas rizadas. Tipología «italo-morisca». Montelupo, último cuarto del siglo XV.
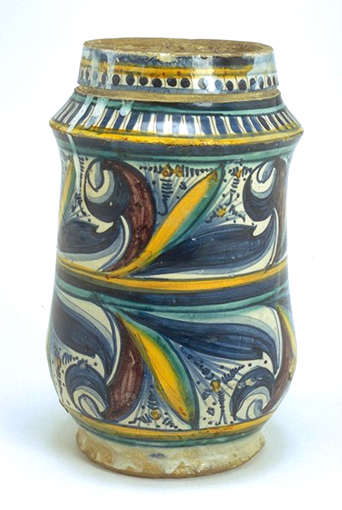
Albarelo decorado con el motivo de la «hoja rizada». Montelupo, fin del siglo XV.
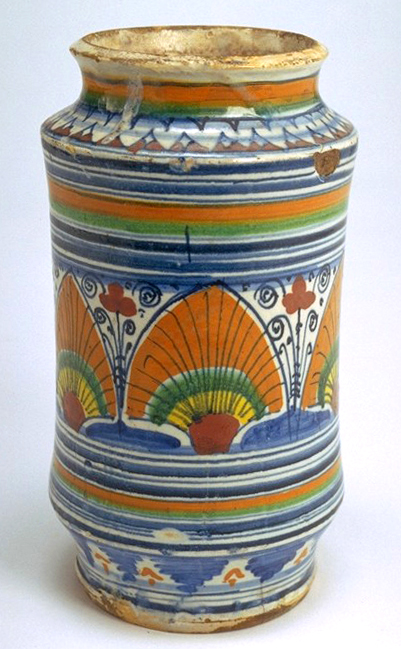
Albarelo decorado con «ojo de pluma de pavo real». Montelupo, siglo XVI.
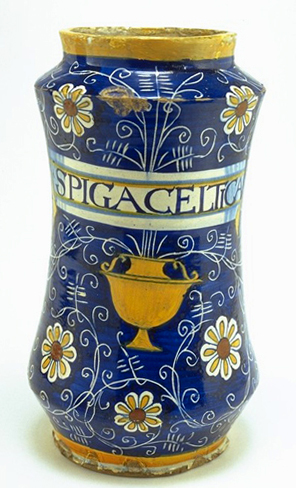
Albarelo decorado con esgrafiado sobre fondo azul y margaritas, cartela con leyenda farmacéutica. Montelupo, primera mitad del siglo XVI

#### Cerámica de Véneto
En Venecia, se producía cerámica desde el siglo XIII. Se encontraron restos arqueológicos referibles al periodo arcaico, con una fuerte presencia de cerámica incisa y con engalbado, dejando al descubierto a través del tiempo, en su producción, una considerable madurez decorativa, hasta final del siglo XV, cuando numerosos alfareros venecianos ya reunidos en un gremio, demostraron que habían alcanzado una notable fabricación de cerámica formal y estilística.

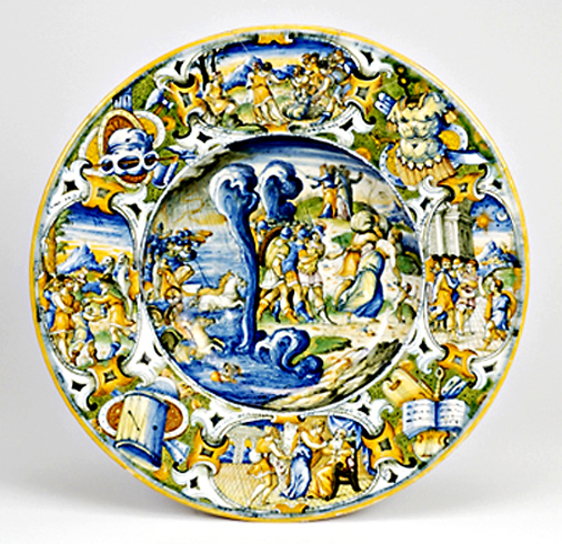
Gran plato historiado, en cuyo centro se aprecia el pasaje de la El pasaje del Mar Rojo. Venecia, datado en 1568.

Los principales artistas de mayólica de principios del renacimiento fueron el Maestro Lodovico y Jacopo de Pesaro a quien se le debe una interesante serie de obras con temas típicos de la época: delicadas decoraciones de trofeos y grutescos, con tonalidad monocroma de grisalla en blanco y negro o pintada en dos colores sobre fondo blanco gris o azulado. La mayólica se distingue por una representación de escenas felices, con una buena conducción de la narración y un esmalte muy brillante.
En la segunda mitad del siglo XVI está representada sobre todo por el maestro Domenego de Venecia, que interpreta con una sensibilidad clásica, tanto en los temas historiados como en composiciones decorativas de los fondos. Un buen ejemplo, que muestra el museo, es un plato grande que reproduce el tema del «Pasaje del Mar Rojo» y sobre la amplia ala del plato la «Historia de José». Esta decoración estuvo inspirada de los grabados en xilografía de la obra Figure della Bibbia illustrate da stanze tuscane da Gabriele Simeoni. Lyon, 1564.
El maestro Domenego sobre todo empleó los temas vegetales en la decoración, que se distinguen por los colores vivos y brillantes, hábilmente combinados por un ritmo «suelto» de gran elegancia.
Aparecen en las típicas vasijas para especies farmacéuticas, en los albarelos, motivos como hojas, frutos y flores, especialmente caléndulas de alegre exuberancia, que circundan los medallones de los retratos masculinos, figuras de santos, personajes extraídos de las obras de la literatura del renacimiento, turcos, damas y caballeros, en las que se percibe la influencia de la pintura veneciana del periodo del manierismo.

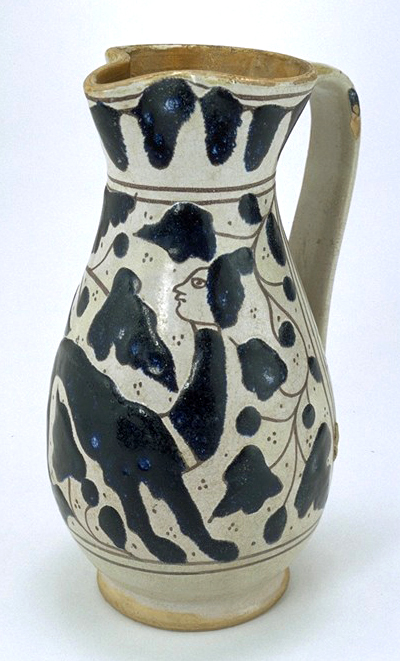
Jarra decorada con un espeso safre. Viterbo, primera mitad del siglo XV.
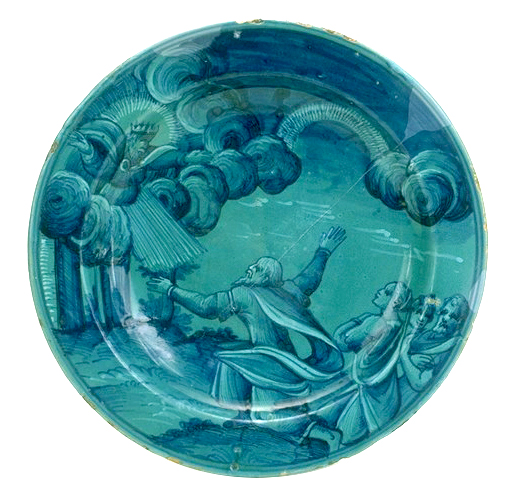
Platto con  "Noé da gracias a Dios después del Diluvio universal". Urbino, Alfonso Patanazzi, primer cuarto del siglo XVII.
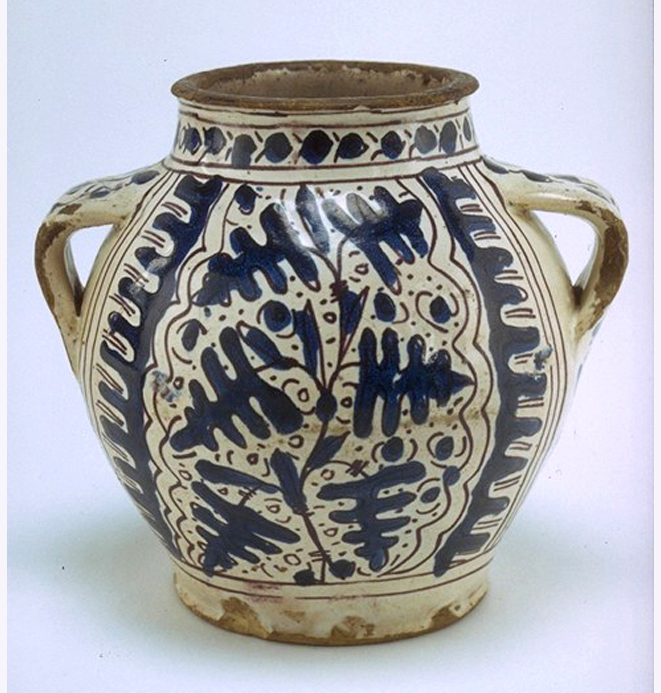
Jarrón pintado al safre en relieve con hojas de roble.  Montelupo, primera mitad del siglo XV.
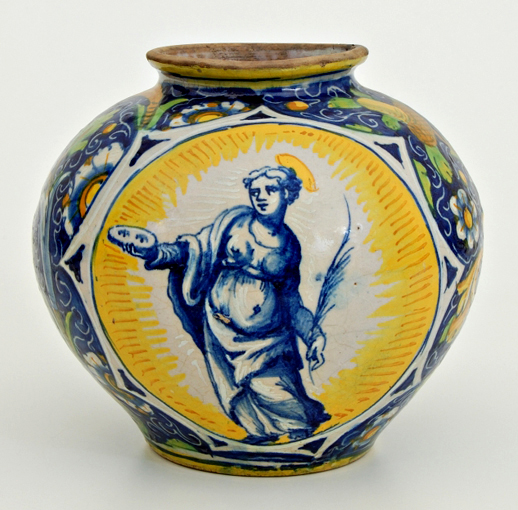
Jarrón de bola, con decoración fitomorfa y centrado por un medallón de Santa Lucía. Maestro Domenego. Venecia, mediados del siglo XVI.

### Talleres italianos del y

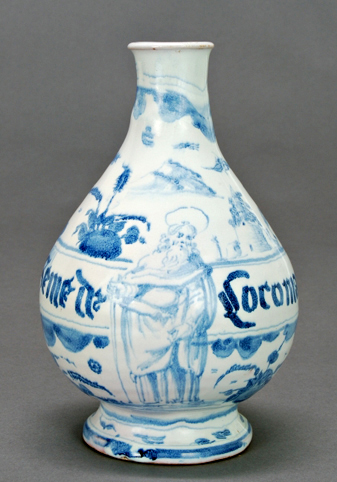
Frasco de farmacia decorada con motivos de tapicería. En el centro la imagen de san Pablo. Savona,.

### Talleres italianos delsigloXVIIyXVIII

#### SigloXVII
En el siglo XVII, los talleres de cerámica del norte de Italia se distinguieron principalmente por la producción de cerámica adherida al «estilo compendiario», con decoraciones diversas.
En Faenza se continuó con la serie blanca para toda la evolución del «estilo compendiario» en busca de un pequeño repertorio de temas decorativos florales y animales, dando lugar a la tipología «caligráfica».
Incluso en Liguria en los centros de Albissola, Savona, y Génova se afirmó en la primera mitad del siglo XVII, la tendencia «caligráfica»  de trazo fino y homogéneo, que se reprodujo en jarros y platos, con su repertorio inspirado en la porcelana china importada durante el reinado del emperador Wanli de la dinastía Ming (1571 - 1619), dispuesta alrededor de escenas mitológicas y pastorales o bellos paisajes, junto con la decoración, llamada de «tapizado», frecuente en el segunda mitad del siglo, con su irregular representación vegetal diseminada en los fondos blanco o azul claro.

Las formas típicas del barroco, serán destinadas sobre todo a grandes series de albarelos y enriquecida con formas escultóricas zoomorfas con una característica paleta monocroma en blanco azulado, que resultó una producción policromada algo extraña. Los alfareros de Liguria produjeron una loza de gran dimensión tanto en los servicios de «credenza» como para los de farmacia, típicos del repertorio liguriense barroco.

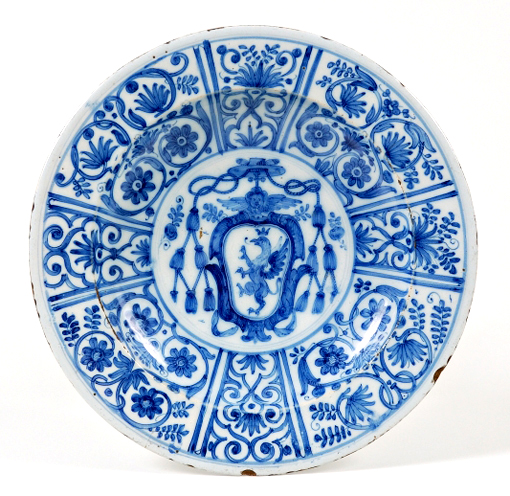
Gran plato con decoración «caligráfica» y blasón heráldico episcopal. Turín, siglo XVII.

En esta producción se destacó, a partir de mediados del siglo XVII, el taller del ceramista Guidobono de Savona al que se debe una gran cantidad de piezas de variadas formas con temario pictórico extraído del repertorio bíblico y mitológico y otro tema con una rica representación paisajista de intenso color azul. Es un buen ejemplo, en la colección museística de Faenza, el frasco de farmacia que reproduce en su frente la pintura de san Pablo, procedente del antiguo Hospital de San Pablo de Savona.
En Piamonte hubo, en la primera mitad del siglo XVII, un verdadero compromiso en la cultura de la cerámica de Liguria por parte de la obra del genovés Guido Bianchi que obtuvo de Carlos Manuel II de Saboya, una licencia para abrir un alfar en Turín. Bianchi continuó, con una excelente calidad, el estilo caligráfico fitomórfico en monocromía azulada, dentro de particiones en «cuartos», a veces se complementó con recuerdos historiados del manierismo pasado y emblemas heráldicos.

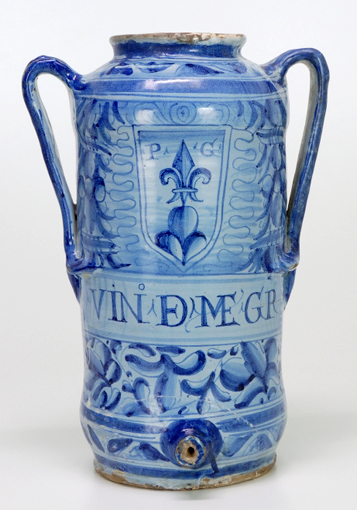
Albarelo pintado con la tonalidad «berrettina» y decorado con motivos vegetales y emblema heráldico. Venecia, siglo XVII.

La producción de cerámica en el Veneto en el inicio del siglo XVII persiste principalmente con la tradición «berrettina» (azul), y una selección de temario de follaje decorativo, paisajes y heráldica, principalmente en las piezas que estaban destinadas para las farmacias.
Sin embargo, desde la segunda mitad del siglo XVII la cerámica veneciana sufrió un lento y progresivo decaimiento hasta el extremo que a finales de ese mismo siglo, había activos muy pocos talleres en la ciudad de Venecia. Al contrario de lo que ocurría a mediados de siglo en la zona de Padua y Bassano del Grappa, gracias al taller de Mainardi, con la producción de cerámica llamada «candiana» de modelos derivados de la alfarería otomana realizados en los talleres de la ciudad de Iznik. Es fácil de encontrar en esta imitación, las dificultades que tuvieron los talleres venecianos en el desarrollo del excelente color rojo de Iznik, así como el que coincidiera con la perfección del brillo de los esmaltes cerámicos turcos.

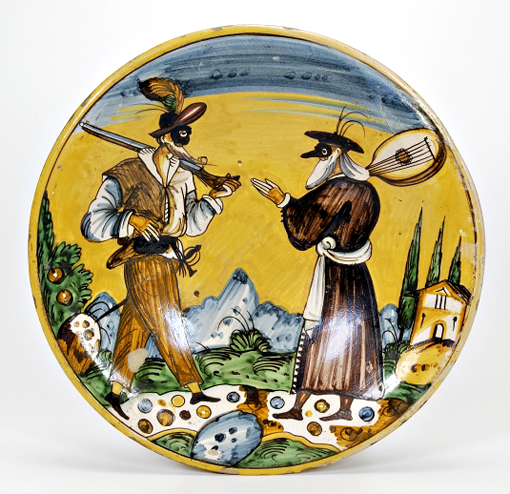
Plato de los llamados «Arlecchino», decorado con dos figuras de la comedia del arte. Un músico y un enmascarado. Montelupo Fiorentino, siglo XVII.

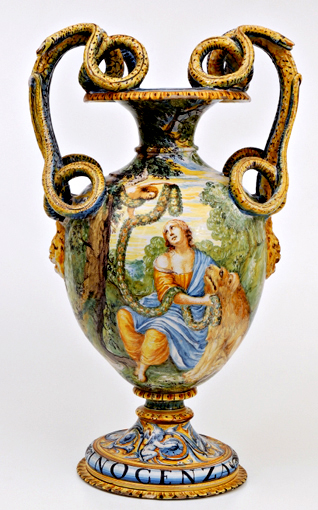
Ánfora «Barberini» pintada por Ippolito Rombaldoni con la alegoría «de la inocencia y la discreción». Urbania, cerca 1678.

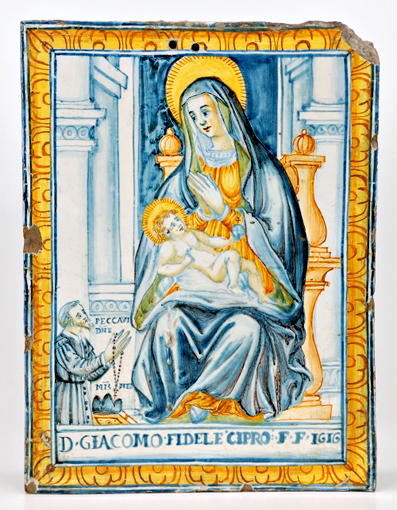
Placa votiva. Castelli, 1616

En Lombardia permanecieron activos en el siglo XVII los centros de alfares de Lodi, Pavía, Mantua y otros de menor importancia, mientras se asistía a la progresiva decadencia de los hornos milaneses. Milán, que había vivido desde la Edad Media hasta el renacimiento, una época fructífera de la cerámica. A partir de este mismo siglo se decantó más la importación hacia otros centros de la zona de Lombardía y de la península itálica en general. La cerámica lombarda estuvo desde el final del siglo XIII produciendo la de incisión, decorada en verde bronce y morado, que se renovó solo en los hornos de Lodi y Pavía con una producción de mayólica decorada con paisajes y motivos vegetales en monocromía azulada.
Descendiendo por la península, en la Toscana, permanecieron activos durante el siglo XVII los talleres de alfareros en Montelupo Fiorentino. Sin embargo, incluso para este centro cerámico caracterizado por una notable y extensa producción en época medieval y renacentista se produjo un descenso lento pero constante, que se convirtió en imparable después de 1630, el año de la gran plaga de peste.
Junto con algunas sugerencias que se relacionan con los colores de la paleta lánguida del estilo compendiario, los alfareros Montelupo realizaron con gran éxito, desde finales del siglo XVI, un género popular humorístico y casi irreverente, que representa mosqueteros, alabarderos, confalonieros y soldados españoles, así como los personajes de la comedia del arte, jugadores de pelota, damas y caballeros con trajes de época, con colores cálidos de amarillo-naranja, con un contraste de trazos en color verde, rojo, azul y marrón manganeso muy oscuro, esta tipología de cerámica se le ha dado el nombre moderno de "arlequina"  por la intensa y variopinta representación de vestidos que la caracteriza. Las figuras, pintadas se realizan sin cenefa decorativa, se destacan mediante la captura de la escena y como actores en un palco escénico sobre un fondo de paisajes, parecen querer animar la vista del espectador de la pieza, sobre todo después del segundo trimestre del siglo XVII, un momento histórico muy cargado de incertidumbre y preocupación.
En los centros de producción de cerámica en Urbino, Casteldurante, Pesaro, Rímini y Mondaino continuó hasta el primer cuarto del siglo XVII, una producción de cerámica de buena calidad, con las dos series decorativas: a lo «rafaelesco» de trofeos y paisajes y con la pintura «berrettina» (inspirada en Venecia), con temas historiados. Sin embargo, la calidad de la pintura decorativa de la mayólica fue rápidamente disminuyendo en el segundo cuarto de siglo para asentarse en una producción menos culta y más popular, principalmente en la proyección del estilo blanco compendiario.
No fue sino hasta la segunda mitad del siglo XVII, cuando, gracias a la maestría de Ippolito Rombaldoni desde Urbania —el Casteldurante antiguo llamado Urbania en honor del papa Urbano VIII en 1638—, el hilo historiado recupera la vitalidad legendaria en la memoria del gran renacimiento, que habían hecho los famosos talleres de esta área en Europa.
Un testimonio notable del barroco historiado efectuado por Rombaldoni son las grandes ánforas Barberini, de propiedad del museo, en las que el maestro alfarero demostró que había alcanzado la madurez en estilo, derivado de su conocimiento del vasto repertorio de obras gráficas de la época en que se inspiraba para su trabajo, junto con una pintura fluida, en tonos delicados sabiamente fusionados con la morbidez del claroscuro.
En Umbría, mientras se someten a un inexorable declive los talleres de Gubbio, Orvieto y Gualdo Tadino, en los talleres de Deruta continúa, por lo menos durante la primera mitad del siglo XVII, una prolífica producción de cerámica decorada siguiendo el repertorio de finales del siglo XVI y la tendencia del compendiario y la decoración rafaelística.
Las formas son las típicas para las farmacias y para el servicio de mesa, además de una gran producción de grandes platos, fuentes y placas de devoción. Incluso los temas del historiado barroco, son apreciados por los alfareros de Deruta, aunque fueron interpretados con menos rigor formal y estilístico y con los colores típicos de la paleta lánguida compendiaria. También a mediados del siglo talleres en Deruta consiguieron con cierto éxito un repertorio de carácter caligráfico, con cálidos tonos ocres, a pesar de ello, no se pudo impedir que entre los siglos XVII y XVIII, hubiera una lenta extinción de la mayoría de los alfares.
En Lazio, se realizaron grandes suministros de piezas para las farmacias de Roma con adornos azules, hoja bipartita sobre fondo «berrettino». En las formas y en la decoración se hace evidente una clara influencia de la cerámica veneciana, con cuyos talleres había mucho intercambio de obras. Se distingue en la producción de la zona la ciudad de Viterbo, que al menos durante la primera mitad del siglo continuó mostrando interés en el retrato como en el siglo anterior, aunque interpretado con una calidad más popular, pero con el apoyo de un vibrante color naranja-ocre, color que puede llenar la composición pictórica completa.
En la Italia meridional adquirió una gran importancia, en la segunda mitad del siglo XVII, la producción de cerámica de Castelli en Abruzos con la gran familia de los Grue, Carlo Antonio hijo del fundador del taller de Francesco Saverio, será el exponente más célebre. Con ellos se instaló una nueva decoración, tanto en los objetos devocionales como para el servicio de mesa («credenze»), que siguió siendo de alta calidad a través de la numerosa descendencia de la familia Grue, hasta pasada la mitad del siglo XVIII.
Se realizó en mayólica estilos barrocos, con crespina perforada, frascos de peregrinos, grandes platos, albarelos y complementos para el servicio de mesa, con grandes decoraciones. Los colores cálidos de paleta refinada, a veces adornados con oro que destaca en una tercera cocción, surge tanto la continuación de la tendencia de los blancos en estilo compendiario como la decoración con guirnaldas de hojas intercaladas con querubines pintados según la copia de dibujos de Bernini que entornan las escenas de carácter mitológico, bíblico, de caza o animadas vista de paisaje.

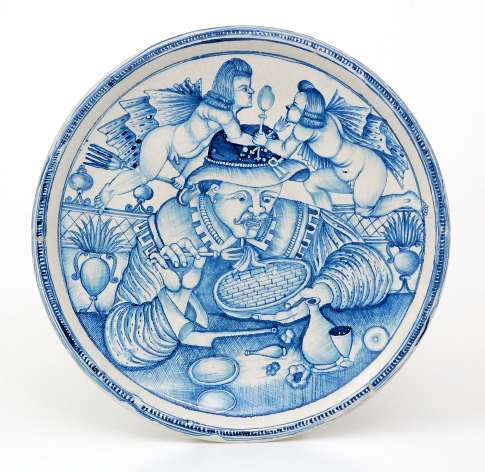
Plato que representa un Hombre comiendo macarrones. Laterza, último cuarto del.

Entre los talleres a destacar están los de la ciudad de Laterza en Apulia. La mayólica de Laterza se caracteriza por una alta expresión del estilo compendiario y se distingue por el desarrollo de los temas del último barroco, inspirado en el estilo de los antiguos ceramistas de la zona durante el final del siglo XVI, con escenas de género de formas caricaturescas, como el plato que se puede admirar en el museo de Hombre comiendo macarrones (Mangiamaccheroni), temario influido por la pintura Hombre comiendo judías (Mangiafagioli) del artista Annibale Carracci, y por otro lado en la elaboración de las placas devocionales con efectos votivos.
En Campania, durante el siglo XVII estuvieron activos los alfares de Ariano Irpino, y Cerreto Sannita se caracteriza ssu cerámica por una decoración popular con colores brillantes. En Vietri sus hornos se hicieron famosos por la copiosa producción de azulejos polícromos, el «riggiole», que se utilizaba para la decoración de suelos y paredes, y era exportado además de a muchas ciudades del Tirreno al resto de Italia.
En Sicilia estuvieron activos en el siglo XVII los talleres de Burgio, Caltagirone, Palermo, Santo Stefano di Camastra, Sciacca y Trapani con estilos decorativos mutuos de diseños adaptados al gusto popular instalado en toda la fabricación de la península italiana. El arte siciliano compitió con una notable producción popular de figurillas antropomórficas, humanas, vegetales, animales, pescados y los búhos en frascos, con un cromatismo de color vivo y atractivo.

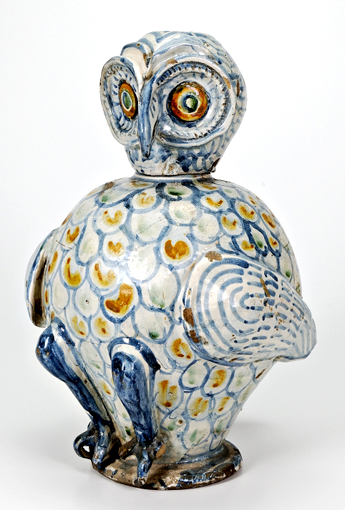
Frasco en forma de Búho. Sicilia, siglo XVII.
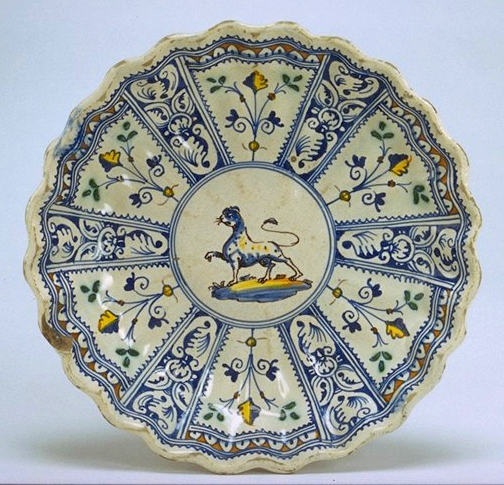
Crespina decorada en secciones y en el centro un leopardo. Estilo compendiario. Montelupo Fiorentino, primera mitad del siglo XVV.
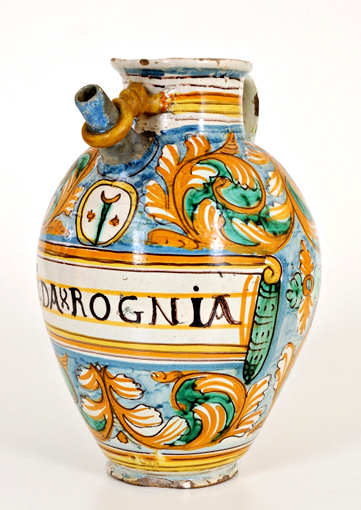
Jarra decorada con volutas de hojas dentadas. Sobre la cartela medicinal el emblema del Nuevo Hospital de Santa María. Montelupo Fiorentino, primera mitad del siglo XVII.
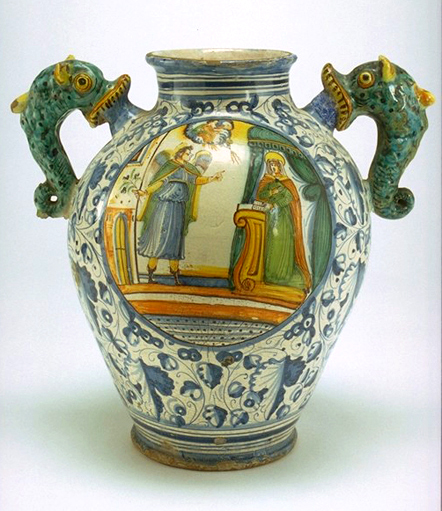
Jarrón ovoide con asas en forma de caballitos de mar. En una cara del centro hay un medallón pintado con la Anunciación. Y en la otra cara la cartela medicinal. Montelupo, siglos XVI - XVII.

#### sigloXVIII

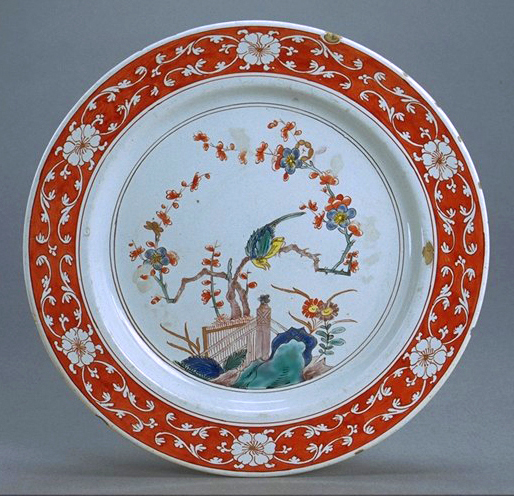
Plato con decoración oriental. Fábrica Clerici, Milán,.

En la primera mitad del siglo XVIII en la Italia septentrional surgen nuevas fábricas de cerámica con adornos inspirados en los motivos decorativos nuevos del rococó presente en las nuevas manufacturas de porcelana en el norte de Europa: con decoraciones en principio con rosas, y motivos orientales de flores peonías, y pagodas. En algunas fábricas se buscan las decoraciones de «a la Bérain», procedente de los modelos franceses y donde se dispone los motivos lineales en simetría y en ocasiones con marco de escenas mitológicas y la fantasía del «capricho»
La fábrica Clerici y Rubati se instaló en Milán con un vasto repertorio decorativo de estilo rococó, con una gran atención a las ideas de este repertorio, los personajes de la commedia dell arte y el mundo de las flores y los animales, pintados con tal detalle que indican cómo los alfareros del siglo XVIII, realizaron la decoración naturalista con gran riqueza debido a la demanda de unos comitentes influenciados por el encuentro con las numerosas obras de historia natural —sobre todo la Histoire naturelle de Georges-Louis Leclerc de Buffon profusamente ilustrada en color—.
La ciudad de Lodi entró en la historia de la cerámica del siglo XVIII, por la fábrica Cappellotti y Rosetti de mayólica de alta calidad que surgió con la decoración «a la Bérain»  en el género de la naturaleza muerta con pescados y la frutas en el borde de la vajilla como si estuvieran realmente en los platos o en la fuente de servir. Casi representan un trampantojo, de efecto decorativo.

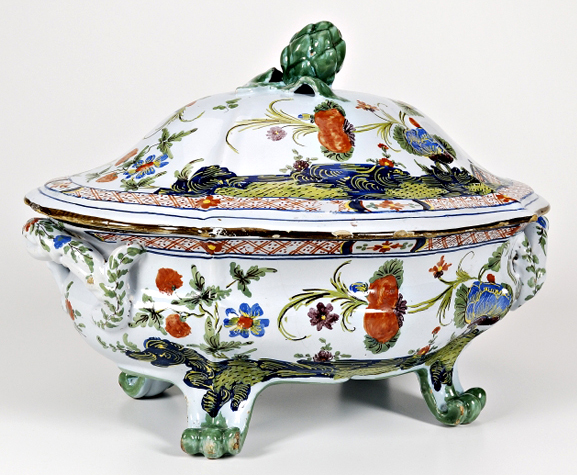
Sopera con decoración al «clavel de las Indias». Faenza, Manufactura Ferniani,.

La cerámica del Piamonte vivió intensamente los intercambios culturales de los talleres vecinos franceses, que darán el resultado de la adaptación de las decoraciones de «a la Bérain» y «lambrequins» en la fábrica de Turín de Giorgio Giacinto Rossetti —también activo en Lodi—, mientras que en los talleres de Liguria había una gran producción de vasijas farmacéuticas al gusto del estilo «Bérain» y de paisaje con personajes, en monocromía azul y con variaciones cromáticas en color sepia —rara vez se hicieron piezas con policromía—.
La cerámica véneta elaboró temas decorativos del norte de Europa, motivos orientales, florales, naturalezas muertas policromadas, paisajes y «caprichos» con ruinas, tanto en los hornos de Pasquale Antonibon en Nove como en los centros de las pequeñas ciudades de Bassano, Vicenza.
En estos mismos estilos decorativos se movieron con éxito los talleres de la región de Emilia-Romaña, en el taller de Bolonia (Fink y Rolandi), Colle Ameno (Ghisileri), Imola y Sassuolo. Por lo tanto, como pasó en Faenza con la apertura del horno de Ferniani (en 1693), la mayólica faentina revivió un período de gran prosperidad hasta el siglo XIX. Los alfareros de esta famosa fábrica se distinguieron siempre por su fino repertorio en el que interpretaron magistralmente los motivos orientales y rococó. Para alcanzar el éxito, los ceramistas de esta fábrica supieron aprovechar la nueva técnica del tercer fuego, ampliamente utilizada en otros centros de producción y aumentar su repertorio figurativo con nuevas tipologías con la decoración, entre otras, del llamado «clavel de las Indias».

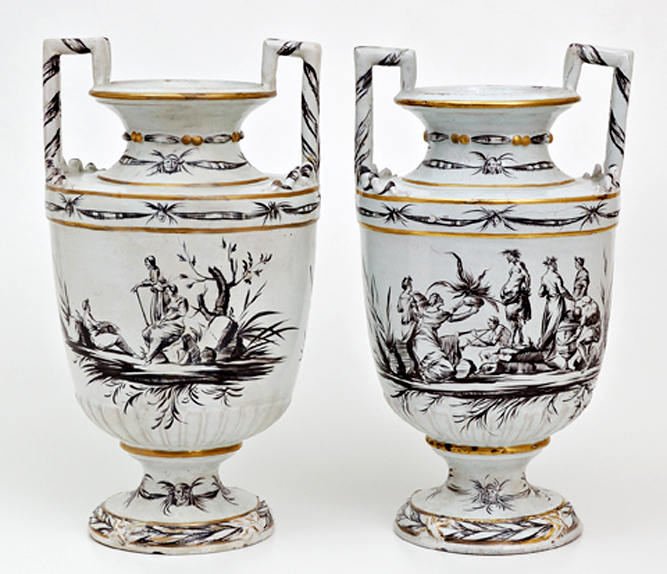
Ánforas decoradas con diseño mitológico. Filippo Comerio en la manufactura Ferniani. Faenza, 1777-1781.

Entre el operativo de los maestros cerámicos en la segunda mitad del siglo XVIII el taller de Ferniani, tuvo una perfecta adherencia al estilo neoclásico, surgió la figura de Filippo Comerio con sus interpretaciones inigualables, en las que diseñaba una representación pictórica casi gráfica, sobre todo en marrón negruzco, inspirado en los grabados de Jacques Callot y Stefano della Bella. Un ejemplo emblemático son las dos ánforas neoclásicas que del ceramista Comerio posee el museo, que muestra con rara elegancia, las historias de la mitología clásica, por ejemplo las escenas con Pan, Ménades y sátiros, y la decoración fitomorfa. Utilizó el marrón negruzco y el verde intenso que se conoció con el nombre «verde Comerio», con el que realizó figuras con elegantes trajes del siglo XVIII, rodeados de rocas y arbustos, en los centros de platos, bandejas, cuencos y jarrones.
En Pesaro hubo un nuevo impulso en el arte cerámico gracias a la fundación de la fábrica Callegari y Casali, sus piezas estuvieron caracterizadas por un color brillante expresado magníficamente en la decoración de rosas y con una cocción al tercer fuego. También en Monte Milone se produjo una cerámica de buena calidad.
En la Toscana mientras los alfareros de Montelupo fueron disminuyendo como consecuencia de la producción en serie de cerámica decorativa del siglo XVII, se abrieron las importantes manufacturas de Ginori en Doccia (Sesto Fiorentino), Ghigi Zondatari en San Quirico d'Orcia y Siena. En los primeros años de la actividad en la manufactura de Doccia, el marqués Carlo Ginori aunque no dejó de fabricar la mayólica, hizo intentos de una aproximación a la porcelana con decoración blanca y azul de inspiración holandesa.

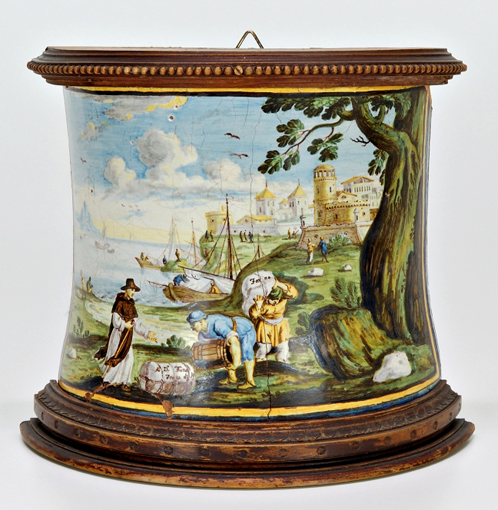
Pequeño albarelo con la representación del desembarco de artículos de uso doméstico para la Cartuja di San Giacomo, en Capri, ciudad que se aprecia como telón de fondo de la escena. Francesco Antonio Grue? Activo en Nápoles. Primera mitad del.

La fábrica Chigi Zondatari fundada por la familia Chigi, se hizo famosa con Ferdinando Maria Campani y Bartolomeo Terchi que produjeron los estilos de cerámica del estilo barroco tardío en la transición hacia el rococó. Para la decoración y los temas Campani y Terchi dieron vida a la serie histórica sobre la base de la gran tradición del renacimiento, interpretándolo con agraciada ligereza e imprimiendo en la mayor parte de la producción la adición de figuras y relieves dorados.
En el Lacio se prosiguió sin interrupciones la producción hasta finales del siglo XVII con la decoración a «berrettino» de series para la farmacia y mayólica con el escudo de armas de las familias nobles romanas. En el vasto panorama de la cerámica del siglo XVIII en Italia y su multiplicación de nuevos hornos de alta calidad, estimulados por la competencia en favor de la porcelana procedente de China, tuvo un gran mérito aparte la cerámica realizada en Castelli de Abruzzo. En perfecta continuidad con la tradición del siglo XVII, vivió hasta la mitad del siglo XVIII, su punto más alto, debido a la serie decorativa que tuvo una amplia resonancia en el mercado del siglo XVIII con la mayólica de los ceramistas Grue, Gentili y Cappelletti que exportaron y vendieron en los grandes mercados de Nápoles, Freeze, Senigallia y Fano.
Fructífero fue el intercambio cultural debido a los ceramistas que de Castelli se trasladaron al área napolitana, uno de los primeros fue Francesco Antonio Saverio Grue, hijo de Carlo Antonio. A partir de estas relaciones surgió lo que se llama el estilo «castellano napoletano», de lo que muestra un buen ejemplo las colecciones del museo, entre ellas, el frasco con Tobías y el Arcángel Rafael y el albarelo realizado para el monasterio Certosa di San Giacomo de la isla de Capri.
Los temas decorativos de los alfareros de Abruzzo siguieron siendo en todo el siglo XVIII los paisajes y la tradición historiada de escenas de caza y vistas generales de puertos y ruinas antiguas, atrayendo a los clientes más exigentes y cultos, tanto de la cultura clásica antigua como del repertorio de la última etapa del renacimiento, manierismo y barroco con escenas bíblicas y mitológicas. Las formas que más produjeron fueron las placas devocionales y mitológicas, grandes vasos o frascos y platos, en competencia con la emergente porcelana, realizaron delicados servicios de té y café, con hermosas bandejas. Una gran producción estuvo dedicada a juegos para guardar las especias. En la segunda mitad del siglo, la calidad se redujo en unas decoraciones seriadas, hasta conseguir una reactivación en las últimas décadas del siglo XVIII por el ceramista Gesualdo Fuina. En Puglia, surgió la figura del maestro alfarero Leoanrdo Antonio Cocolla que prosiguió con la serie devocional ya ampliamente instalada en toda el área ceramista. En las colección del museo, se encuentra de este maestro la placa de la «Virgen entronizada con el Niño».

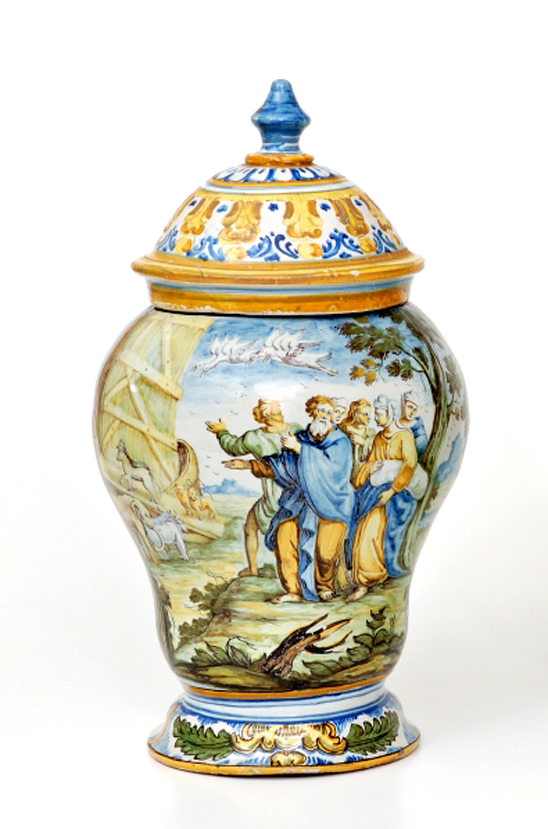
Frasco pintado con Tobías y el arcángel Rafael. Lorenzo Sallandra. Nápoles, 1748.
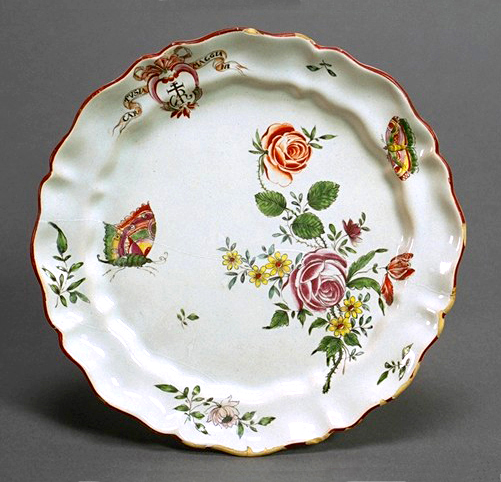
Plato decorado con el motivo «a la rosa». Pesaro, mediados del siglo XVIII.
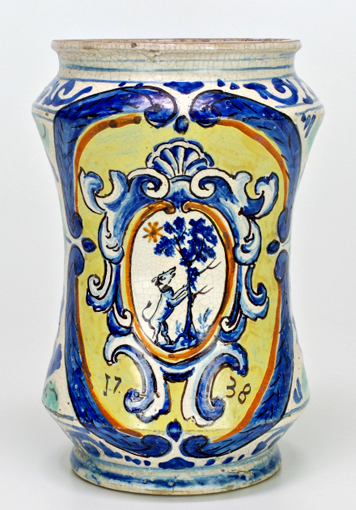
Albarelo decorado con emblema y guirnalda de flores y follaje. Trapani, datado en 1738.
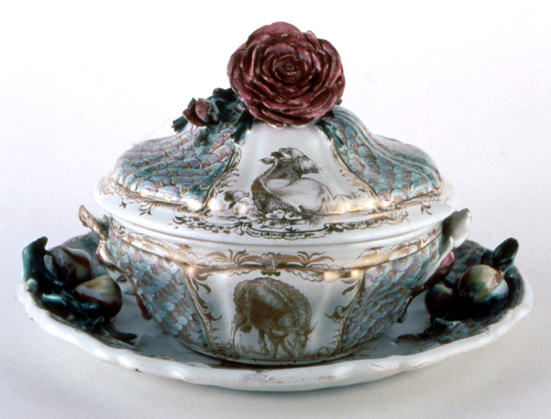
Sopera con decoración policroma y adornos superpuestos. Fábrica Paolo Milani. Lodi, siglo XVIII.

#### Porcelana y loza en Italia (sigloXVIII)

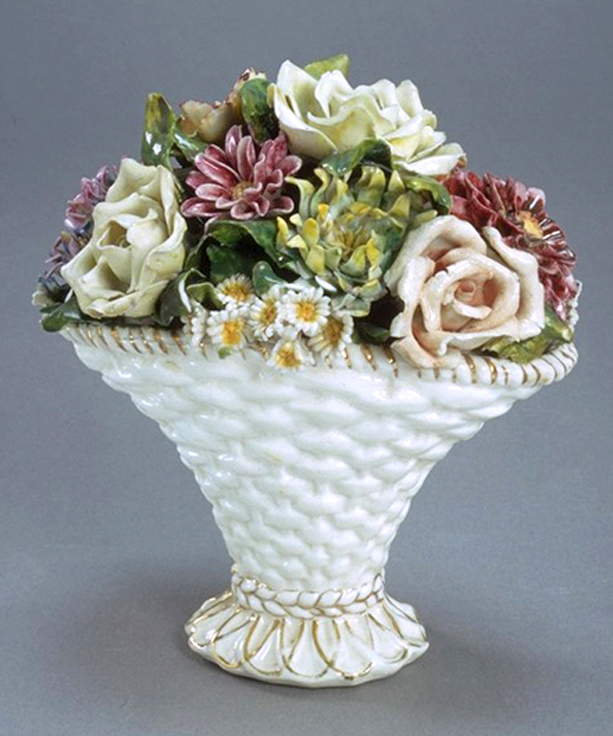
Cesta con flores de porcelana. Venecia, Cozzi, segunda mitad del.

En el área de exposición del museo está presente una selección importante de obras en porcelana y loza, de los talleres italianos del siglo XVIII con especial interés en la porcelana Ginori en Doccia  —pequeña villa integrada en la población Sesto Fiorentino—.
El encanto y el atractivo de la porcelana china, importada a Occidente por la Ruta de la Seda, había conquistado, desde finales de la Edad Media, a las cortes europeas, pero fue gracias a la Compañía Británica de las Indias Orientales y a la Compañía Neerlandesa de las Indias Orientales en el siglo XVII, cuando fue difundida en todas las capas de la nobleza y las clases burguesas cultas.
A principios de siglo y después de numerosos intentos fue el alquimista alemán Johann Friedrich Böttger el primero en descubrir el secreto de la composición química de la porcelana de pasta dura, con una fórmula cuyo resultado se aproximaba mucho a la cerámica china. Realizó el primer prototipo de pasta dura en Dresde e inmediatamente después, la misma en la porcelana de Meissen bajo los auspicios del elector de Sajonia Augusto el Fuerte, que deseaba conseguirla a toda costa.

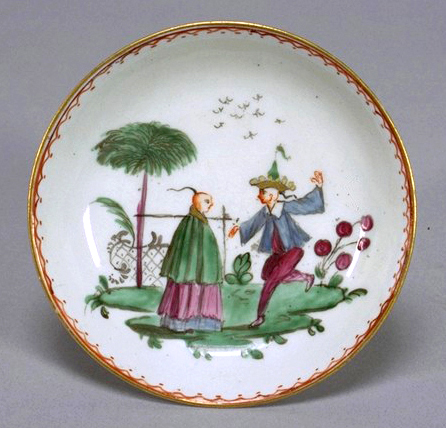
Platillo en porcelana con decoración chinesa. Pasquale Antonibon, Nove, segunda mitad del.

En pocos años se inició la primera producción italiana y tercera en Europa después de Viena, con la ayuda de Giovanmarco Norbis, Giovanni Maria Santinelli y Christopher Conrad Hunger, en colaboración con Böttger, llamado a Venecia por Giovanni Vezzi alrededor de 1720, cuando ya se había trasladado a Viena, Innocentius Du Paquier con el que, después de haber confiado el secreto de la porcelana hecha en Meissen, había entrado a formar parte como fundador en la sociedad de la fábrica de porcelana de Viena. Por otra parte, fue gracias a las importaciones ilegales de caolín de Sajonia, asegurada por Böttger, que fue posible alcanzar por Vezzi sus objetivos.
Giovanni Vezzi junto con su socio, consiguieron que su fábrica fuera aunque no de un periodo muy largo, pero con una intensa producción de calidad excepcional, sus productos consistían principalmente en servicios de café y de té. Durante los cuatro primeros años bajo la dirección de Hunger (1720-1724) se realizaron vajillas decoradas con elementos chinos y retocada con oro y rojo y otro tipo de vajilla en blanco con relieves inspirada en la platería coetánea. Durante los siguientes años en que la dirección corrió a cargo de Vezzi destacó en su producción las teteras octogonales decoradas con imágenes de medio busto de personajes de la Comedia del Arte.
A mediados del siglo XVIII hubo otro intento significativo, que solamente duró dos años (1761-1763) por parte del comerciante Friedrich Hewelcke de procedencia sajona. Posteriormente, y bajo los auspicios de la República de Venecia, que aspiraba a la reactivación de una fábrica de porcelana, fue contratado Geminiano Cozzi, con el encargo de abrir un nuevo horno en San Giobbe de Cannaregio y dar paso a una fructífera producción que continuó hasta el año 1812.

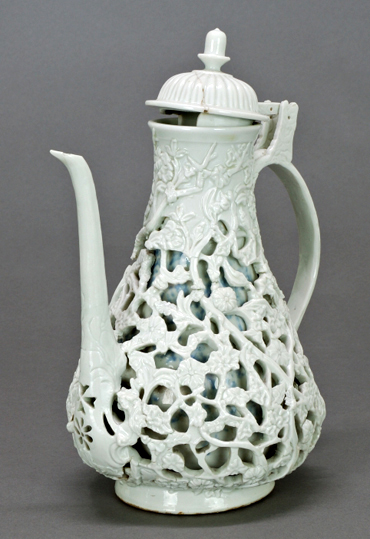
Cafetera en porcelana perforada, con doble pared. Carlo Ginori en Doccia. Cerca1745.

Incluso en Nove di Bassano en el taller de Pasquale Antonibon se realizaron en la segunda mitad del siglo XVIII porcelana de primera calidad en competencia con la de Cozzi. [99] Otras pequeñas fábricas certificadas por la República de Venecia fueron las de Este, Angarano y Treviso.
Después del inicio veneciano con la producción de Vezzi, las fábricas de porcelana se extendieron rápidamente en las principales cortes italianas: en el Gran Ducado de Toscana, con la inventiva del marqués Carlo Ginori en 1737 se inauguró en su villa de Doccia, la célebre Manufactura de porcelana de Doccia.
En Nápoles bajo el mecenazgo del Borbón Carlos III comenzó alrededor de 1740 la gran era de la porcelana Capodimonte, también conocida por el nombre del rey «Carlos III», y continuó por el 1771 en el nuevo horno en la Villa de Portici, construido por Fernando I de las Dos Sicilias, bajo el nombre de la Real Fábrica de Porcelana Ferdinandea, como se muestra en la marca estampada o pintada sobre las piezas producidas. Incluso en el Reino de Cerdeña (1720-1861), después de los experimentos de Giorgio Giacinto Rossetti (1737) y una producción breve en Vische, fue gracias a G.V. Brodel procedente de Turín, con la protección de Víctor Amadeo III de Cerdeña, que en 1775 se empezó en Vinovo una producción de porcelana fina que se prolongó hasta 1814.

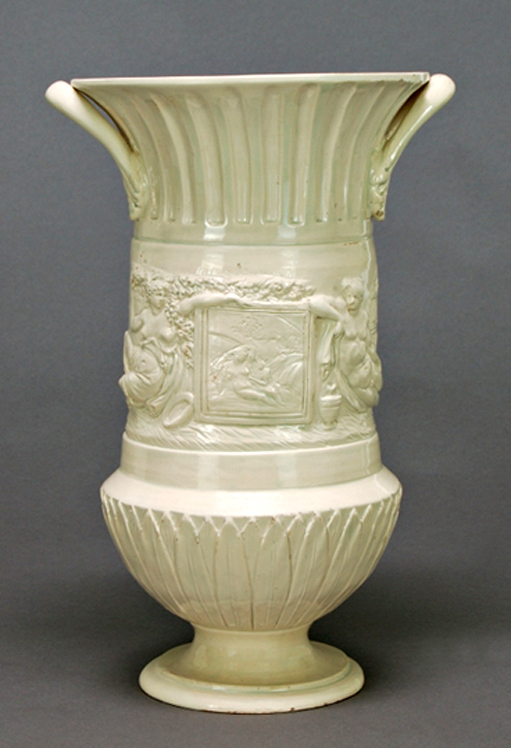
Vaso Impero en loza monocroma. Decoración en bajo relieve. El motivo central representa una escena historiada. Faenza, finales del.

La porcelana italiana del siglo XVIII pondrá en marcha una serie de líneas decorativas: una inspirada en la porcelana china y japonesa con el vasto repertorio de «chinesca» rococó, ampliamente extendida por toda Europa, los personajes estaban sacados de la comedia del arte, reproduciéndolos en temas escultóricos individuales o en grupos; se pintaban escenas del vedutismo con paisajes, ruinas, castillos, edificios, sitios arqueológicos famosos, (Pompeya y Herculano), lugares simbólicos de la antigüedad clásica, de la civilización etrusca y romana; representaciones del mundo vegetal (flores, frutas, hongos, árboles con flores y ramas), insectos, aves y peces de cualquier tipo. En modelado se encontraban los nombres de los temas de la mitología clásica, y los personajes más famosos de la historia de Roma antigua, a menudo a través de las obras realizadas durante el renacimiento y el barroco.
Entre los diferentes estilos prestaron especial atención a la fabricación de servicios de mesa, con un resultado suave y refinado, como un auténtico catálogo para servir a clientes, cada vez más ansiosos de mostrar un sello distintivo de la elegancia en su convivencia, cada vez más sofisticada de la expresión de su propio nivel de estatus social.
Simultáneo a la porcelana, alrededor del último cuarto del sigo XVIII, se difundió en Italia la producción de loza al uso de Inglaterra. En un tipo particular de pasta, poroso y recubierto de barniz plombífero transparente, fue descubierto entre los siglos 1700 y 1800 por los ingleses Elers y siguió la producción con J. Astbury, Enoc Booth y finalmente perfeccionado y distribuido en toda Europa por Josiah Wedgwood de Staffordshire. Después de un inicio en la ciudad de Stoke-on-Trent, fue en la nueva fábrica de Etruria y con líneas de producción inspiradas en la antigüedad etrusca, romana y griega, que Josiah Wedgwood fue capaz de introducir de forma rápida y con éxito su cerámica fina, de característico color blanco cremoso, en todos los mercados europeos.
Las fábricas italianas pronto se dieron cuenta de las grandes ventajas económicas que permitía la producción de loza, más barata que la porcelana, y comenzaron de inmediato a entrar en el mercado: se distinguieron a finales de siglo las producciones de Milán, Savona, Turín, Venecia, Pesaro, Bolonia, Treviso, Bassano, Este, Faenza y Nápoles, junto con otros muchos pequeños talleres diseminados por toda Italia.
En la sección dedicada a los trabajos de obra en loza se encuentra en plano destacado las piezas de fábrica de Ferniani en la que se produjeron, como obras más valiosas, los grandes vasos del tipo crátera, de «talentosos maestros escultores locales» en el ámbito de figuras en bajorrelieve, inspirados en los modelos de yesos neoclásicos presentes en el interior de las residencias más prestigiosas faentinas.

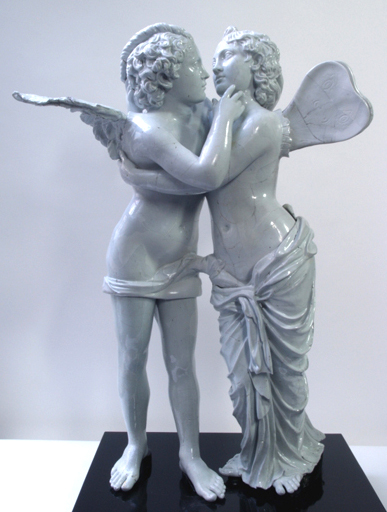
Eros y Psiche. Gran grupo escultórico en porcelana modelado por Gaspero Bruschi en 1747. Porcellana Ginori en Doccia.
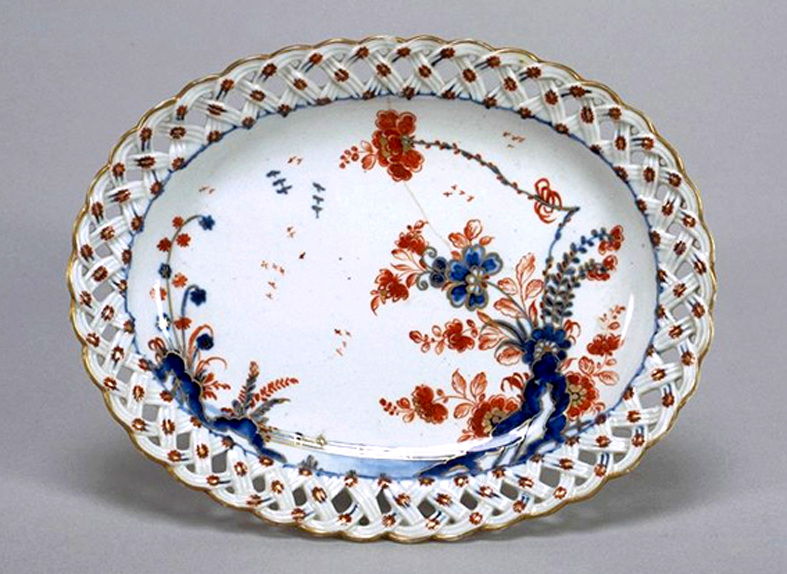
Fuente de porcelana con decoración oriental. Venecia, Cozzi, segunda mitad del siglo XVIII.
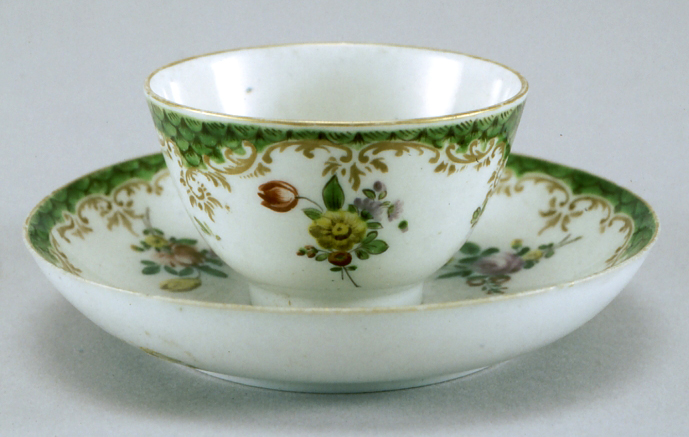
Taza con plato en porcelana con decoración floreal. Venecia, Cozzi, segunda mitad del siglo XVIII
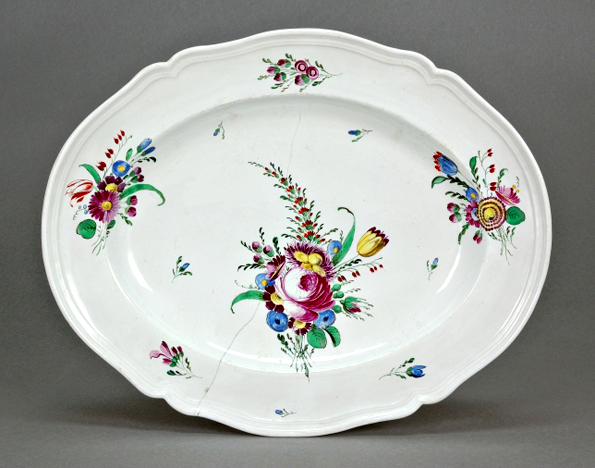
Fuente con decoración de ramilletes de flores. Porcelana de Ginori en Doccia, tercer cuarto del siglo XVIII.

### sigloXIX

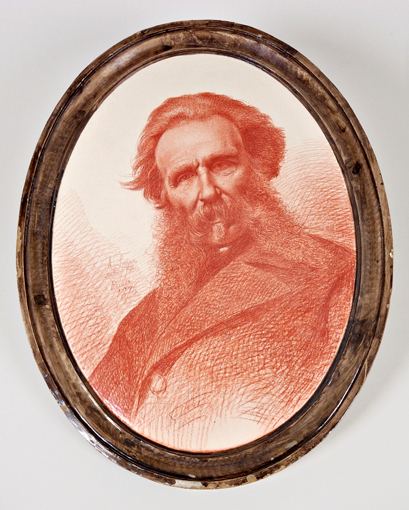
Medallón en terracota vidriada con el autorretrato de Achille Farina. Faenza, Achille Farina, 1876.

Durante la primera mitad del siglo XIX la mayólica italiana atravesó una fase de decadencia lenta y progresiva, con la recuperación de los modelos del siglo XVIII y sus cualidades estilísticas la hizo volver a sus momentos más populares. Al mismo tiempo, la loza adquirió un papel destacado inspirado en los modelos de las grandes fábricas del norte de Europa. Por lo contrario, en la segunda mitad del siglo se produjo un renacimiento de la producción a raíz de los movimientos pictóricos del realismo y el romanticismo, mientras que un nuevo impulso sacó a relucir el redescubrimiento de los temas historiados relacionados con el renacimiento y el manierismo. En la Italia septentrional, sobre todo en Faenza, se experimentó momentos de intensa industrialización a raíz de la efervescencia cultural de finales del siglo XIX, gracias a personajes como Achille Farina, de quien se muestra en el museo un ejemplo en el autorretrato de terracota vidriada.

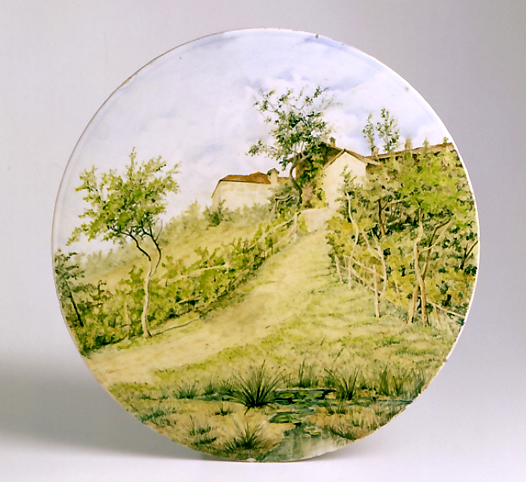
Plato con decoración paisajista. Giuseppe Ghinassi, Faenza, último cuarto del.

Para la reactivación de los modelos del renacimiento y barroco están presentes en la colección del museo, las piezas de las fábricas de Scandiano de Angelo Minghetti, la Sociedad Cooperativa de Imola, la fábrica Galvani de Pordenone y servicios de mesa y objetos de la región del área del Véneto y Lombardía vinculados tanto al gusto neorococò como al renacentista.
En la parte central de Italia surgió una intensa revisión de la gran época del renacimiento italiano, en las formas de la región de Marcas, con las fábricas de Ginori y Cantagalli, en la Toscana Molaroni en Pesaro, Carocci y Spinaci en Gubbio. En el mismo Gubbio y Deruta se reanudó la producción de la mayólica con reflejo metálico. En Lazio se produjo en el taller de Pio Fabri cerámica de inspiración islámica, mientras que en Roma, el artista Francesco Randone activa una escuela realmente innovadora. Al mismo tiempo, se produjo mayólica que sintetizó en un eclecticismo de los más variados estilos de épocas anteriores.
En el sur de Italia se continuó con una producción popular de forma fragmentada en un gran número de pequeñas empresas de artesanía. En Campania, se destacó la fábrica de los hermanos Mosca y el Museo Artístico Industrial fundado por Giuseppe Filangeri y sus colaboradores Filippo Palizzi y Domenico Morelli. En Abruzzo varios talleres trabajaron la mayólica siguiendo la tradición de Castelli, en Puglia con una producción popular producción y especial enfoque en obras devocionales. En Sicilia, se realizaron obras en mayólica con una inusual vivacidad de las decoraciones de los siglos precedentes.

## sigloXXen Europa

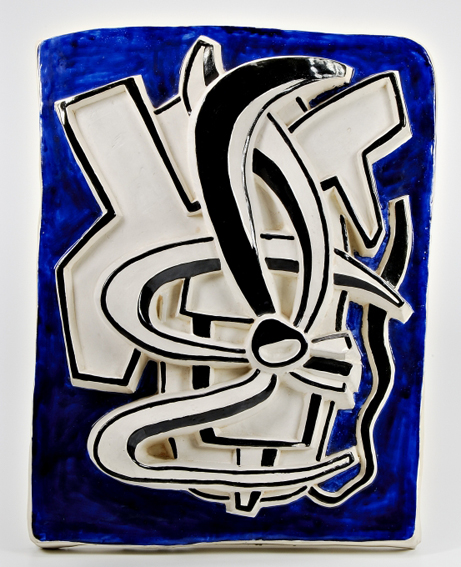
Fernand Léger.

En la amplia sección dedicada a la cerámica europea del siglo XX puede admirarse una gran variedad de obras, comenzando con las de principio del nuevo siglo que eran una expresión de los movimientos artísticos más importantes del Art Nouveau, el Jugendstil o la Secesión vienesa.
En la sala de exposiciones se presentan las obras de: Jutta Silka, Josef Hofmann, Auguste Delaherche, Clement Massier, Edmong Lachenal, Theodoros Colenbrander, Vilmos Zsolnay, junto con los fabricantes de Brouwer, Distel, Fischer, Rozenburg, Bauscher, Villeroy & Boch, Porcelana de Meissen , Nymphenburg, Wahliss y la Manufactura Real de Copenhague. Del período de art déco están presentes la Fábrica Impériale et Royale de la Nemy y la Manufactura de Robj y obras de Kurt Wendler para Rosenthal.
Después de la guerra, respondieron a la convocatoria para la reconstrucción del museo, gran parte de personajes relacionados con el mundo del arte. Realizaron y donaron obras en cerámica Pablo Picasso, Marc Chagall, Fernand Léger, Matisse, por nombrar los más famosos, a los cuales el museo ha dedicado una gran visibilidad y un lugar de honor en su exposición.
Las donaciones fueron un gran éxito en Europa, y a este nuevo impulso se sumaron en los años 1950 y 1960 también artistas de arte informal que experimentaron a través de la cerámica sus inquietudes existenciales, en un intento de volver al arte cerámico a una dimensión moderna que nunca se había investigado hasta entonces. El compromiso de estos artistas están bien representados a lo largo del museo, es escoger y manipular los datos ciertos del hacer cerámico, para la destrucción de la historia y así lograr una nueva síntesis.

### sigloXXen Italia

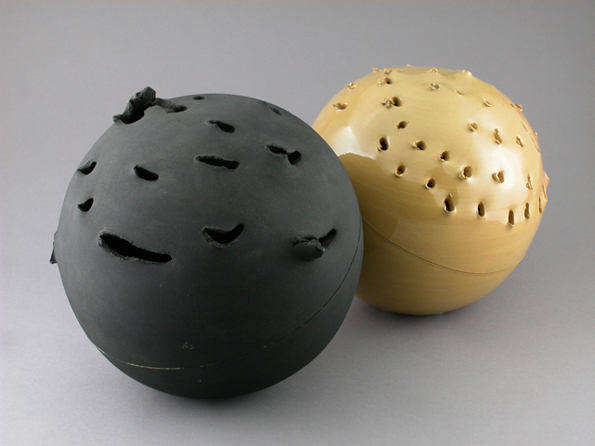
Lucio Fontana, Sfere (concetto spaziale sferico). Terracota con barniz y terracota con óxido, 1957.

La característica única de la cerámica italiana del siglo XX aparece en un escenario de la producción mundial, tanto por las cualidades formales y estilísticas atentas a las necesidades del mundo del arte más contemporáneo e innovador como por la proliferación de valiosos talleres y hornos industriales en todo el país.
El museo exhibe obras significativas de una larga lista de artistas que en el siglo XX han realizado la técnica de la cerámica y el museo exhibe obras significativas: desde Galileo Chini, Alfredo Biagini, Giosetta Fioroni, Ettore Sottsass, Duilio Cambellotti, Salvatore Fancello, Tullio d’Albissola, Lucio Fontana, a Golia e Fausto Melotti, Alberto Burri, Enrico Baj, Giò Ponti, Nanni Valentini, Antonio Zancanaro, Aligi Sassu, Giuseppe Macedonio y otros.
Centros de cerámica antiguos de gran tradición han resurgido espontáneamente, con una rica producción de aspiraciones innovadoras: Vietri sul Mare, Albissola Marina, Nove, Deruta, Montelupo Fiorentino, Pesaro y Sesto Fiorentino, a la vez que manufacturas como Richard Ginori, Società Ceramica Italiana, Gregorj, Galvani, MGA, Franco Pozzi, Laboratorio Pesaro, Lenci, Bitossi, Mancioli y Rometti.
En Italia se asiste al nacimiento de una menor producción, a veces con una vida corta, pero sigue siendo un intérprete importante de la efervescencia artística innovadora.

#### sigloXXfaentino

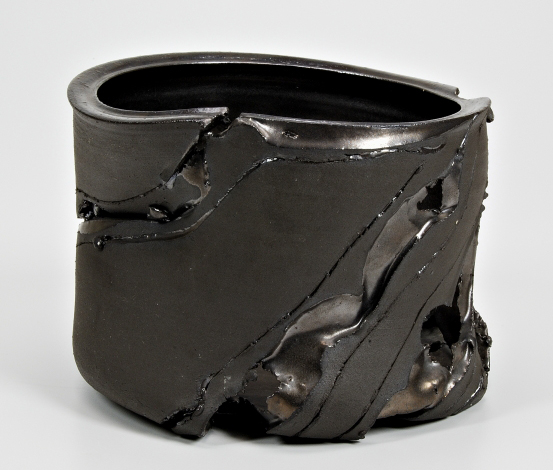
Carlo Zauli, Faenza.

A principios de siglo XX el ambiente de los procesos del cerámicos de Faenza elaboró el nuevo estilo de Art Nouveau, proveniente de Francia y que transformó el sistema cultural y político europeo e italiano de finales del siglo XIX. Faenza, después de la exposición del evento dedicado a Evangelista Torricelli de 1908, volvió a la prominencia internacional, y esto significó el resurgimiento del olvido por el que pasó en la segunda mitad del siglo XIX la manufactura de la cerámica, con la apertura de muchos talleres e industrias cerámicas.
Se inició nuevas producciones en las fábricas de Fratelli Minardi y la Fábrica Riunite Ceramiche, con la incorporación de innovaciones experimentales sobre barnices y sobre gres. De este momento inicial fueron protagonistas Domenico Baccarini y Achille Calzi. En 1920 Pietro Melandri, en colaboración con Francesco Nonni. En 1928 inició la actividad la Bottega d'Arte Ceramica de Riccardo Gatti, seguido en unos años más tarde por Mario Ortolani, Mario Morelli, Angelo Biancini y Domenico Matteucci.
Después de la Segunda Guerra Mundial surge la obra de Carlo Zauli, ganador del Premio Faenza en 1953, 1958 y 1962, uno de los intérpretes de aplicaciones innovadoras en la cerámica contemporánea, que ha obtenido numerosos reconocimientos además de en Italia en el extranjero. Los resultados de la más avanzada producción de obras de arte de la cerámica del siglo XX, de los cuales el Museo con el Concurso Internacional, ha sido y sigue siendo promotor, se exponen en una sección del museo.

## Próximo Oriente, Mediterráneo y cerámica clásica
El apartado del Próximo Oriente, consta de una selección ejemplar de la importancia del valor histórico, con la documentación de la transición desde el Neolítico a la Edad del Hierro en la parte que está entre el Tigris y el Éufrates, fue una de las cunas del «camino del hombre hacia la civilización»; en las vitrinas están presentes hallazgos de Anatolia, Irán, y la época aqueménida.
La cerámicas clásicas, ofrece una representación de la cultura en el Mediterráneo desde la Edad de Bronce hasta la época helenística en un corpus bien ordenado e integral educativo, de lo que conformaban los materiales, técnicas, diseños y centros de producción de origen.

## Cerámica islámica y precolombina

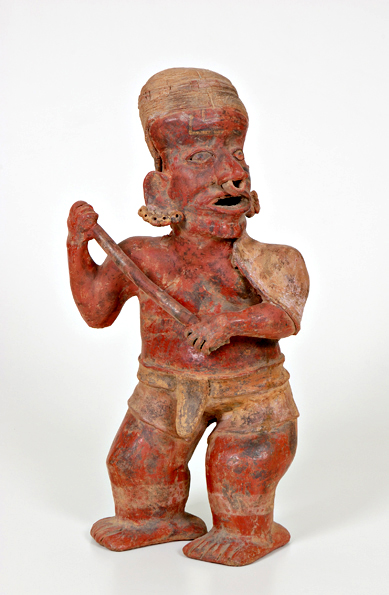
Figura de guerrero con bastón. México occidental, Nayarit meridional, - Ixtlán del Río.

La sección ofrece una visión del arte de la cerámica desde el oriente islámico Samánida, con sus preciosos engobes, desde los primeros reflejos metálicos de la época selyúcida, hasta pasar al vidriado otomano de Iznik y a la loza dorada de la época almorávide y almohade de la península ibérica, que tanto influenciaron a la cultura cerámica italiana de la edad medieval. Sigue un amplio conjunto de fragmentos que complementan el repertorio tipológico de la cerámica islámica en el Próximo Oriente, desde sus inicios hasta los últimos tiempos.
Seis vitrinas dedicadas al arte precolombino destacan las notables cualidades estilísticas y formales alcanzadas por las culturas del Perú y de Mesoamérica «sesenta culturas arqueológicas» de referencia. Completan esta sección el repertorio relacionadas con las culturas del Caribe, amazónica, andina meridional y de las pampas. Es un buen ejemplo el guerrero con bastón que probablemente representa el «uso votivo para las libaciones o por aspersiones».